# Kundratstraße
Die Kundratstraße ist eine Straße in den Wiener Gemeindebezirken 10, Favoriten, und 12, Meidling. Sie stellt zwischen Gürtel und Wienerbergstraße die einzige Verbindung von der Triester Straße nach Westen dar. Seit 1897 ist die Kundratstraße nach dem Pathologen Johann Kundrat benannt.

## Verlauf

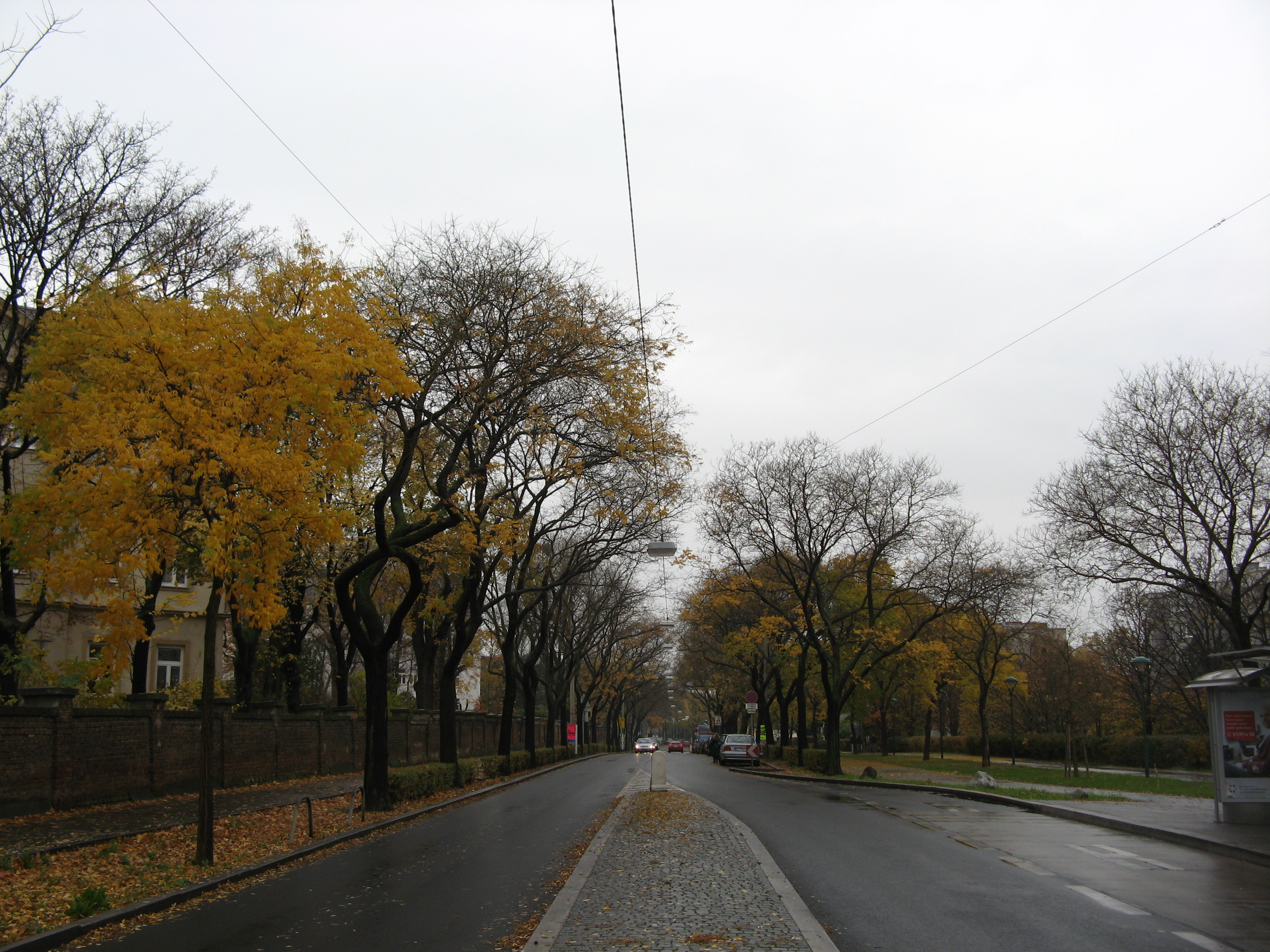
Die Allee der Kundratstraße

Die Kundratstraße verläuft von der Triester Straße in Verlängerung der Davidgasse nach Westen. Sie wendet sich nach wenigen Metern in einer Kurve nach Südwesten und führt parallel zu den Gleisen der Südbahn neben den ÖBB-Betriebsanlagen Wien Matzleinsdorf (auf dem Gelände des früheren Frachtenbahnhofes Matzleinsdorf) bis zur Unter-Meidlinger Straße. Zuvor ergibt sich durch die nach Norden abzweigende, die Südbahn unterquerende Verbindung in die Längenfeldgasse eine Route ins Wiental. Von der Triester Straße bis zur Karplusgasse gehört die Kundratstraße zu Favoriten, von der Karplusgasse bis zur Unter-Meidlinger Straße zu Meidling. Die Straße ist in ihrem ganzen Verlauf Allee und wird von einem Radweg begleitet. Die Autobuslinien 7A und 63A der Wiener Linien befahren unterschiedliche Abschnitte der Straße.
Die Kundratstraße führt am Fuß des Wienerberges entlang. Seit Ende des 19. Jahrhunderts befand sich hier lediglich das Kaiser-Franz-Josef-Spital. Später erstreckten sich an den Hängen zur Südbahn Schrebergärten. Erst ab Ende der 1950er Jahre wurden nach und nach große Wohnhausanlagen entlang der Straße errichtet. Diese Entwicklung endete erst in jüngster Zeit.
Weiteren Bevölkerungskreisen ist die Kundratstraße vor allem wegen der hier befindlichen Spitäler bekannt.

## Bemerkenswerte Bauwerke an der Kundratstraße

### Martin-Luther-King-Park
Am östlichen Anfang der Kundratstraße befindet sich im Zwickel zwischen dieser und der Triester Straße der dem Kaiser-Franz-Josef-Spital vorgelagerte Martin-Luther-King-Park, der nach dem ermordeten schwarzen Bürgerrechtskämpfer Martin Luther King benannt ist. Bis zum Zweiten Weltkrieg war das Areal eingezäunt und für die Öffentlichkeit unzugänglich. Die ca. 14.500 m² große Grünanlage ist mit vielen Bäumen bestanden, besitzt einen Kinderspielplatz und eine abgegrenzte Hundezone und wird gegen die stark befahrene Triester Straße mit einem kleinen Wall abgeschirmt.

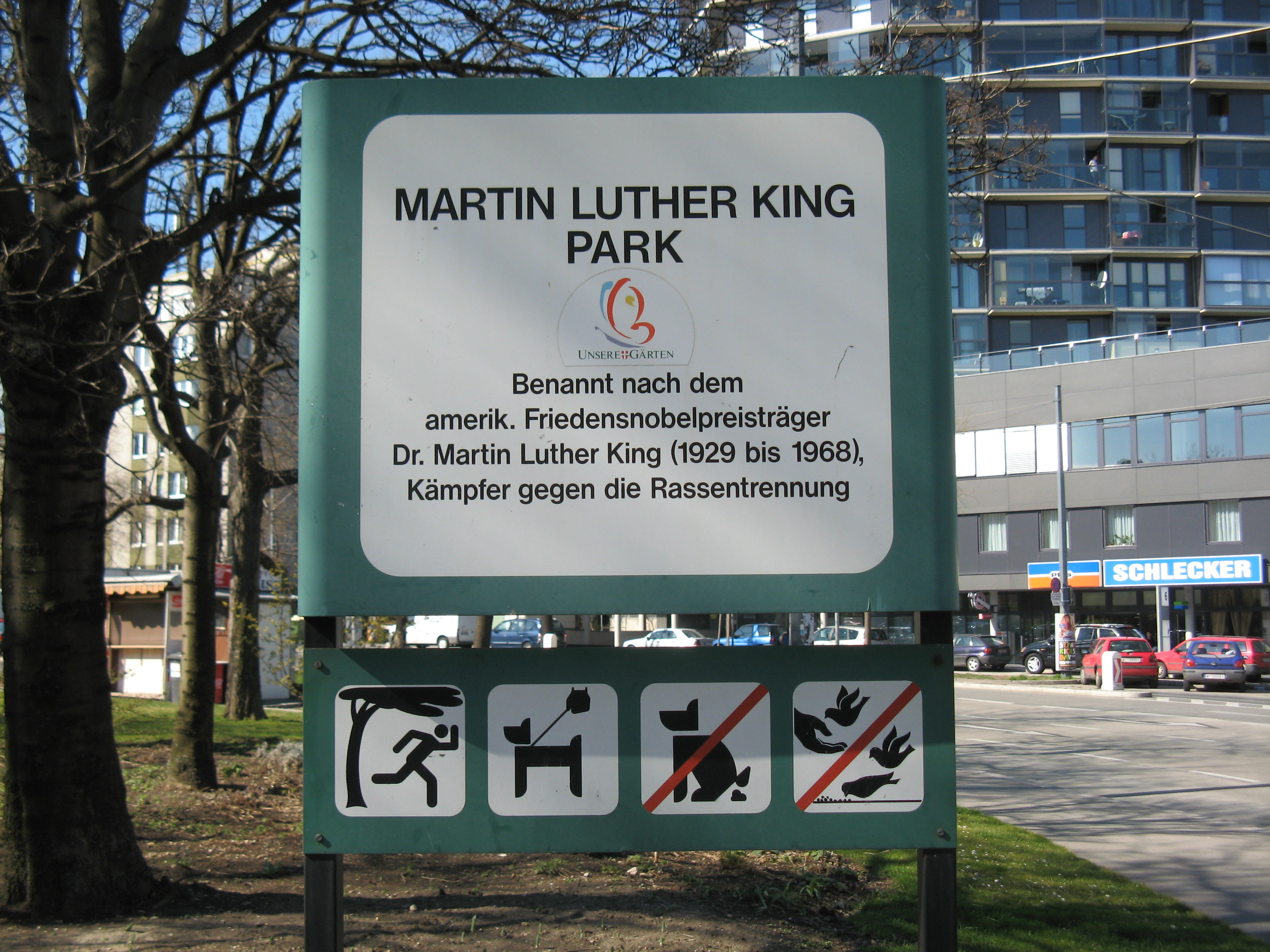
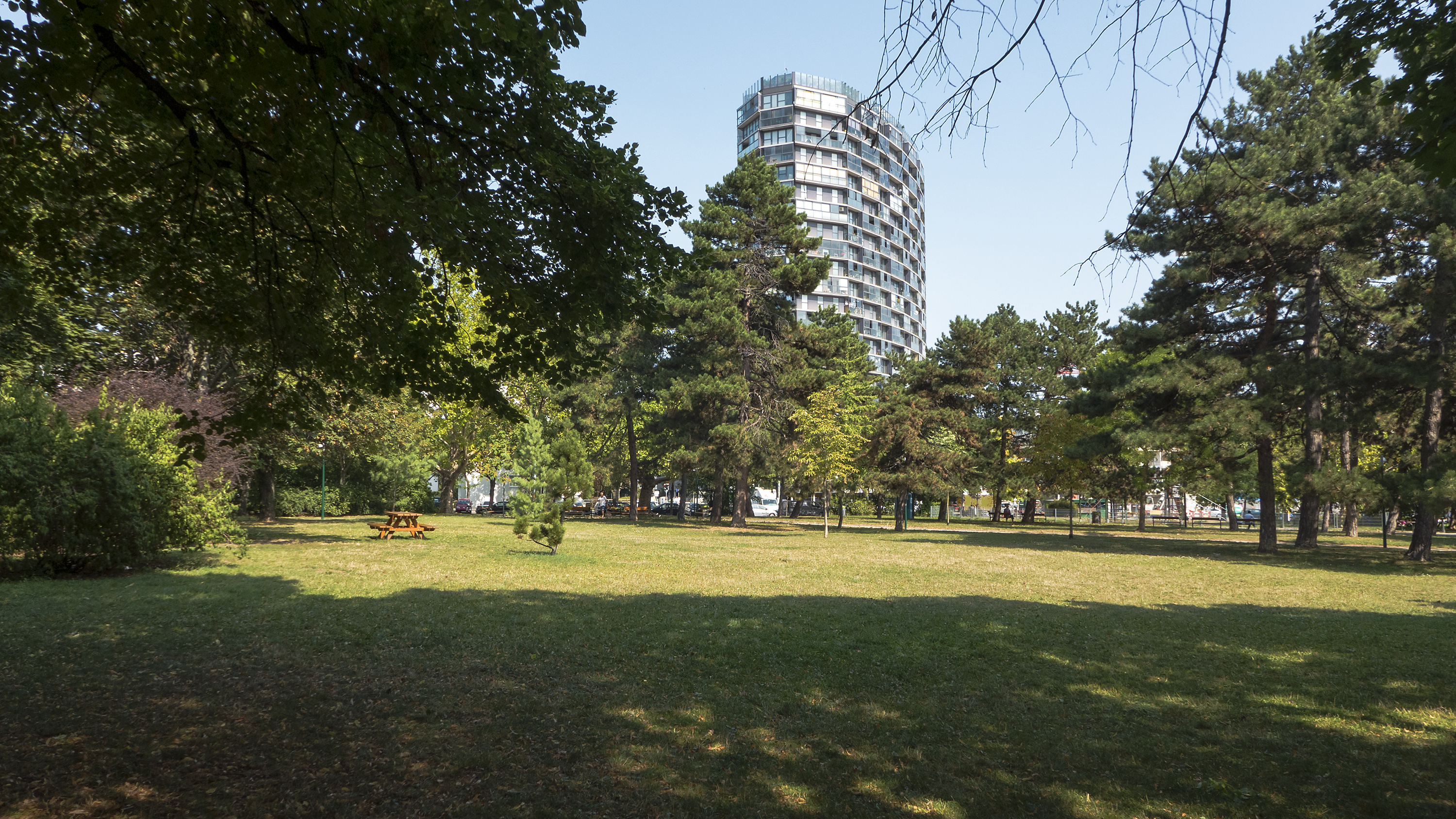
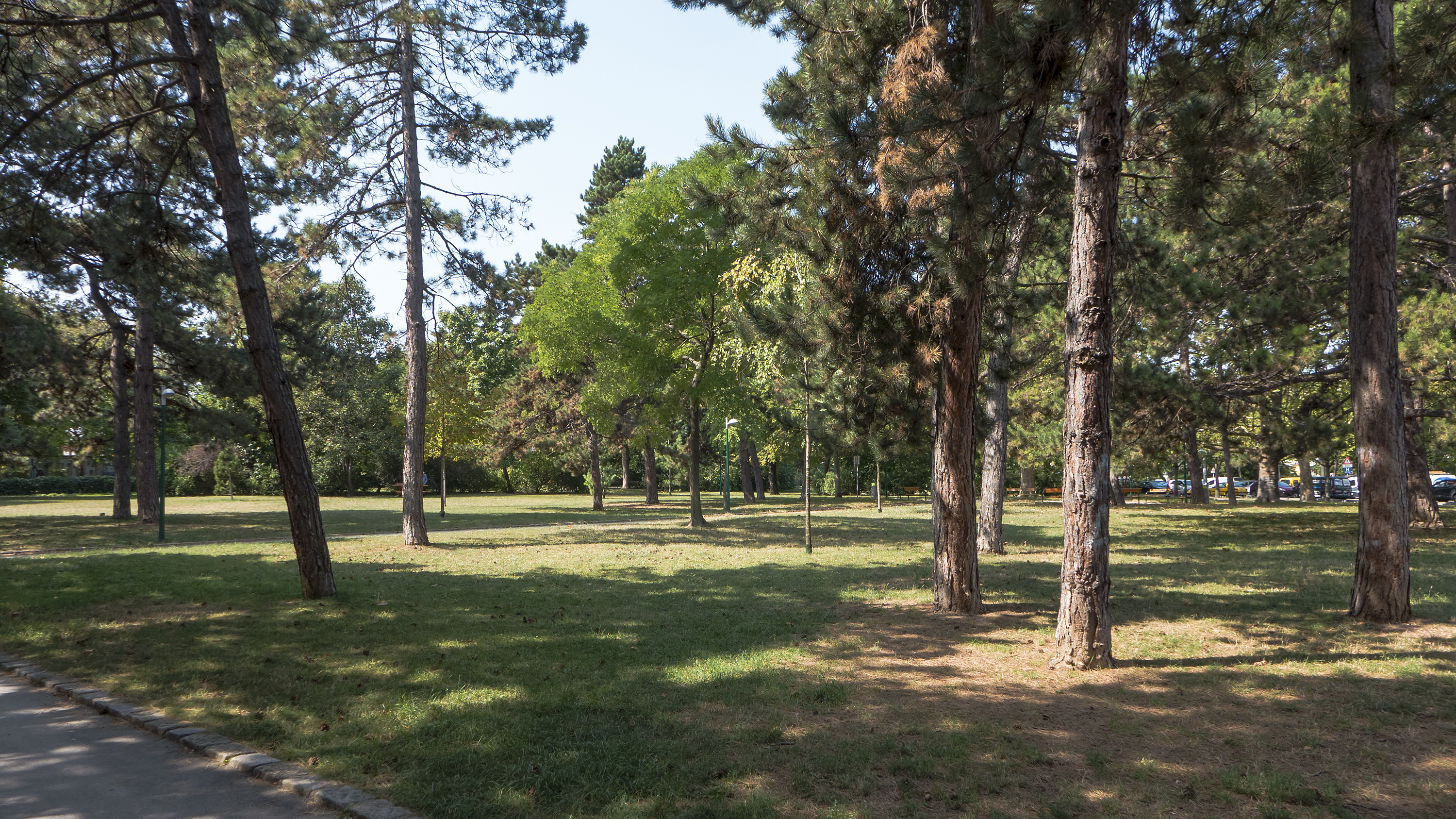
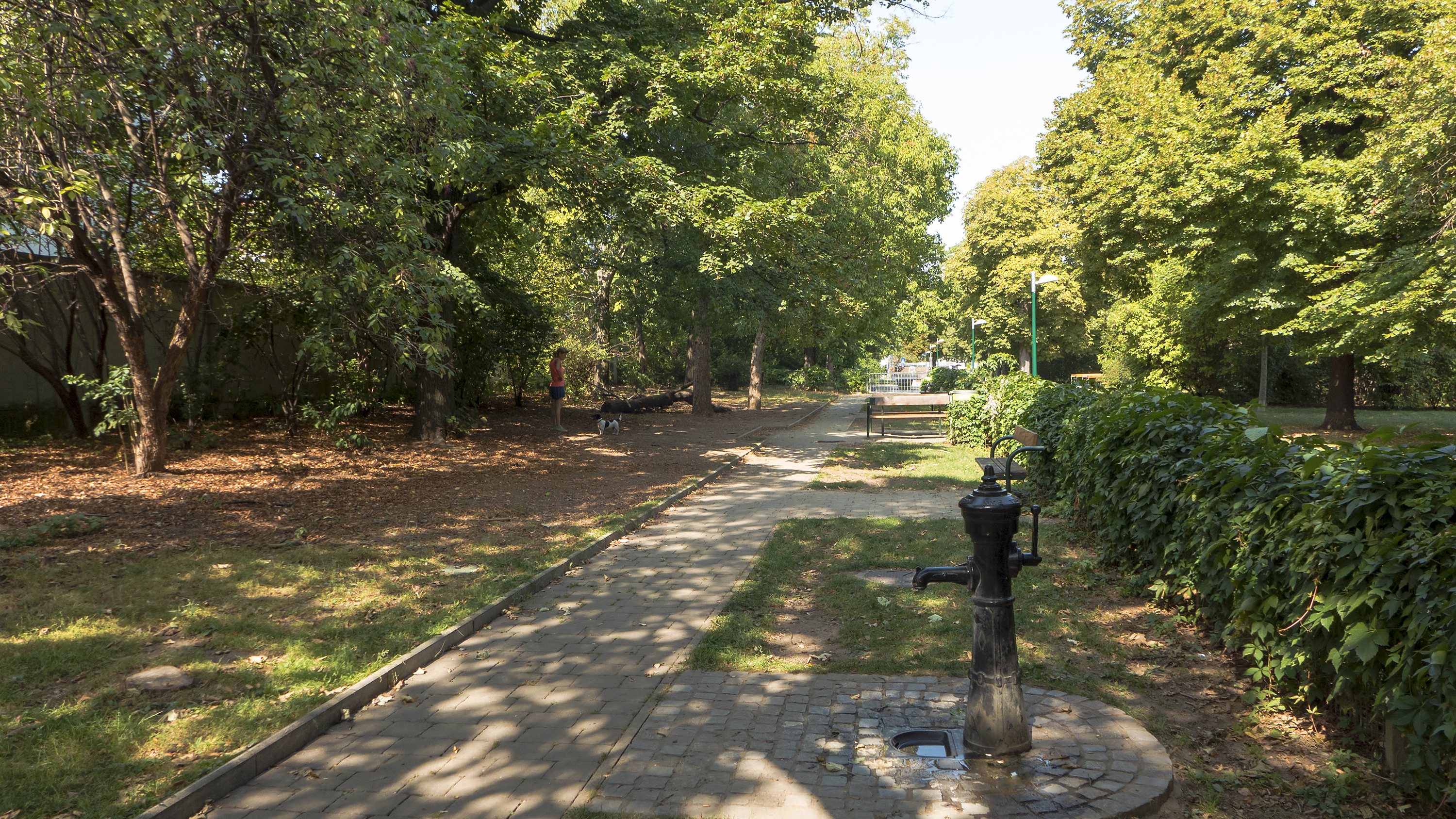
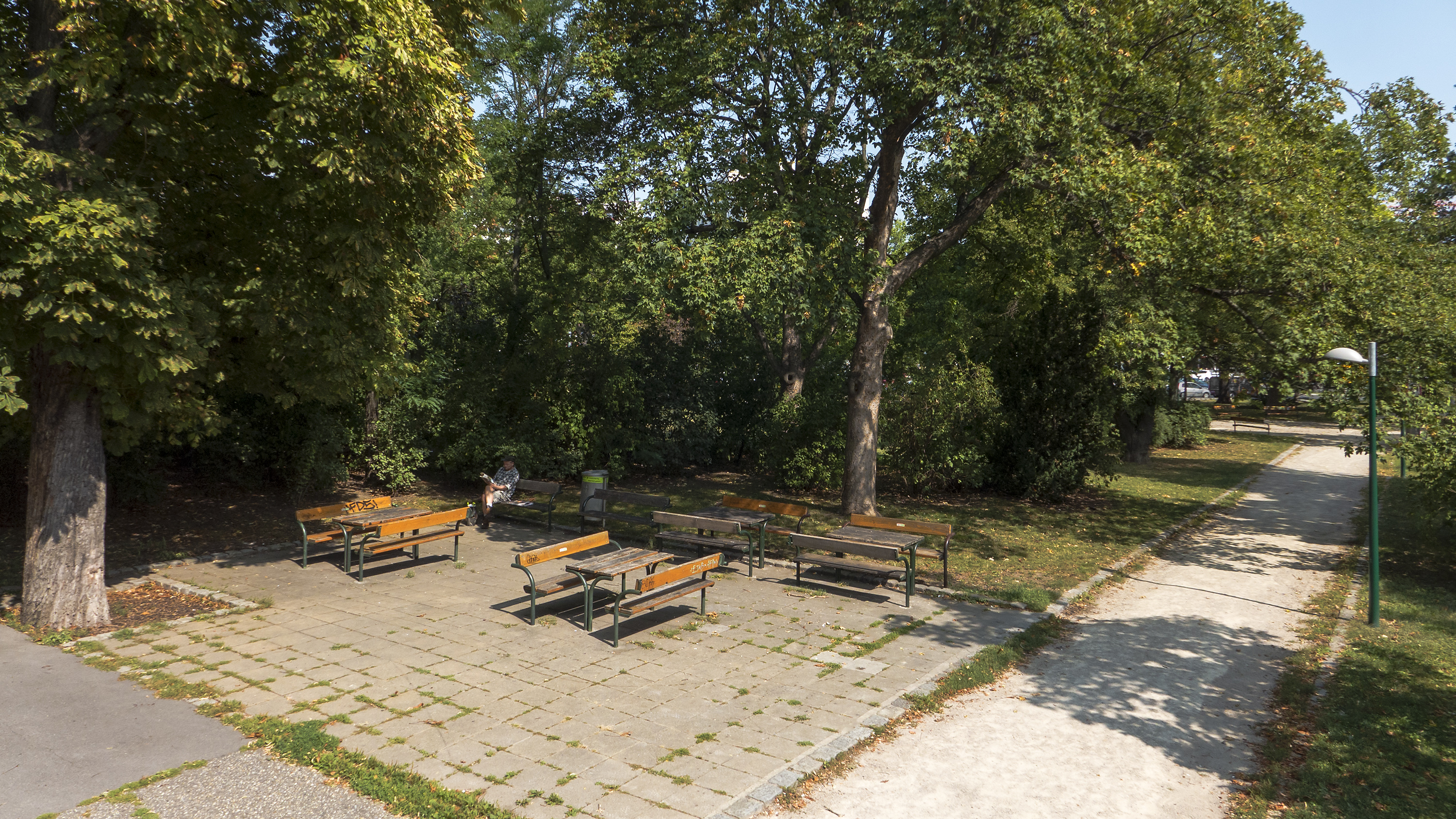
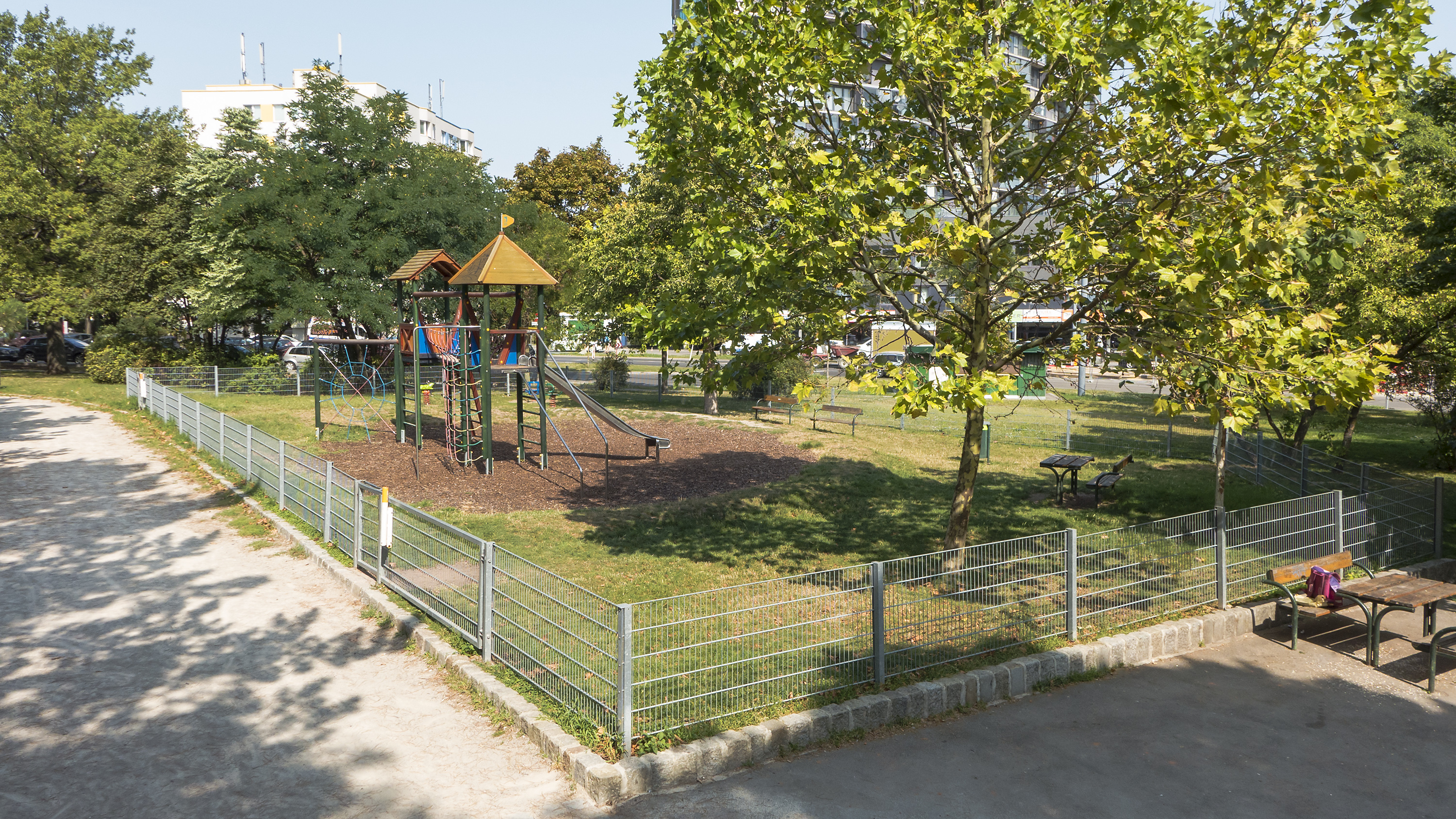

### Nr. 3 und 17: Klinik Favoriten
Nach dem Park beginnt südlich der Straße die weitläufige Anlage der Klinik Favoriten (bis 2020 Sozialmedizinisches Zentrum Süd – Kaiser-Franz-Josef-Spital), das sich ebenfalls zwischen Kundratstraße und Triester Straße erstreckt. Das Spital wurde ab 1887 (1888: 40-Jahre-Regierungsjubiläum des Kaisers) nach Plänen von Karl Böhm und Michael Fellner in Pavillonbauweise errichtet. Es diente zu Beginn als Infektionskrankenhaus, weshalb es weit außerhalb der damaligen Wohnviertel der Stadt gebaut wurde. Zu Beginn des 20. Jahrhunderts bestand der Baukomplex aus drei medizinischen, einer chirurgischen und einer isolierten Infektionsabteilung mit zwölf Objekten. Dazu kamen Administrations-, Wohn-, Küchen- und Wirtschaftsgebäude, eine Kapelle, ein Badhaus, ein Ärztewohngebäude, ein Leichenhaus und ein Institut zur Herstellung von Serum gegen Diphtherie. Während des Zweiten Weltkrieges wurde das Spital zu zwei Dritteln zerstört und ab 1951 wieder aufgebaut.
Früher befand sich der Eingang zum Spital von der Triester Straße kommend am Beginn der Anlage. Dort befindet sich auch ein turmüberhöhter Mittelpavillon, vor dem eine Büste von Kaiser Franz Joseph I. vom Ende des 19. Jahrhunderts steht. Am Pavillon D befindet sich ein keramisches Mosaik von Elisabeth Turolt und Paul Meissner aus dem Jahr 1953 mit dem Motiv des Barmherzigen Samariters.
Heute sind Eingang zum Spital und Einfahrt zu seiner Tiefgarage weiter westlich bei Nr. 17, ungefähr in der Mitte der Kundratstraße. Dort befindet sich auch der Neubau eines großen Geriatrischen Zentrums, das Bestandteil des „Sozialmedizinischen Zentrums Wien Süd“ ist.
Die unter Denkmalschutz stehende Spitalskapelle zum Göttlichen Erlöser wurde 1890 / 1891 erbaut und war ursprünglich der Hl. Barbara geweiht. Es handelt sich um eine freistehende Saalkirche mit einer eintürmigen Fassade. Neben dem Portal befinden sich Statuen der Heiligen Elisabeth von Thüringen und Franz von Assisi. Im Inneren ist ein Neorenaissance-Ädikulaaltar mit den Reliefs des gekreuzigten Christus und der Heiligen Barbara erwähnenswert, weiters eine kleine Orgel, Statuten verschiedener Heiliger und die originalen Kirchenbänke, der Beichtstuhl und der Fliesenboden aus der Bauzeit.

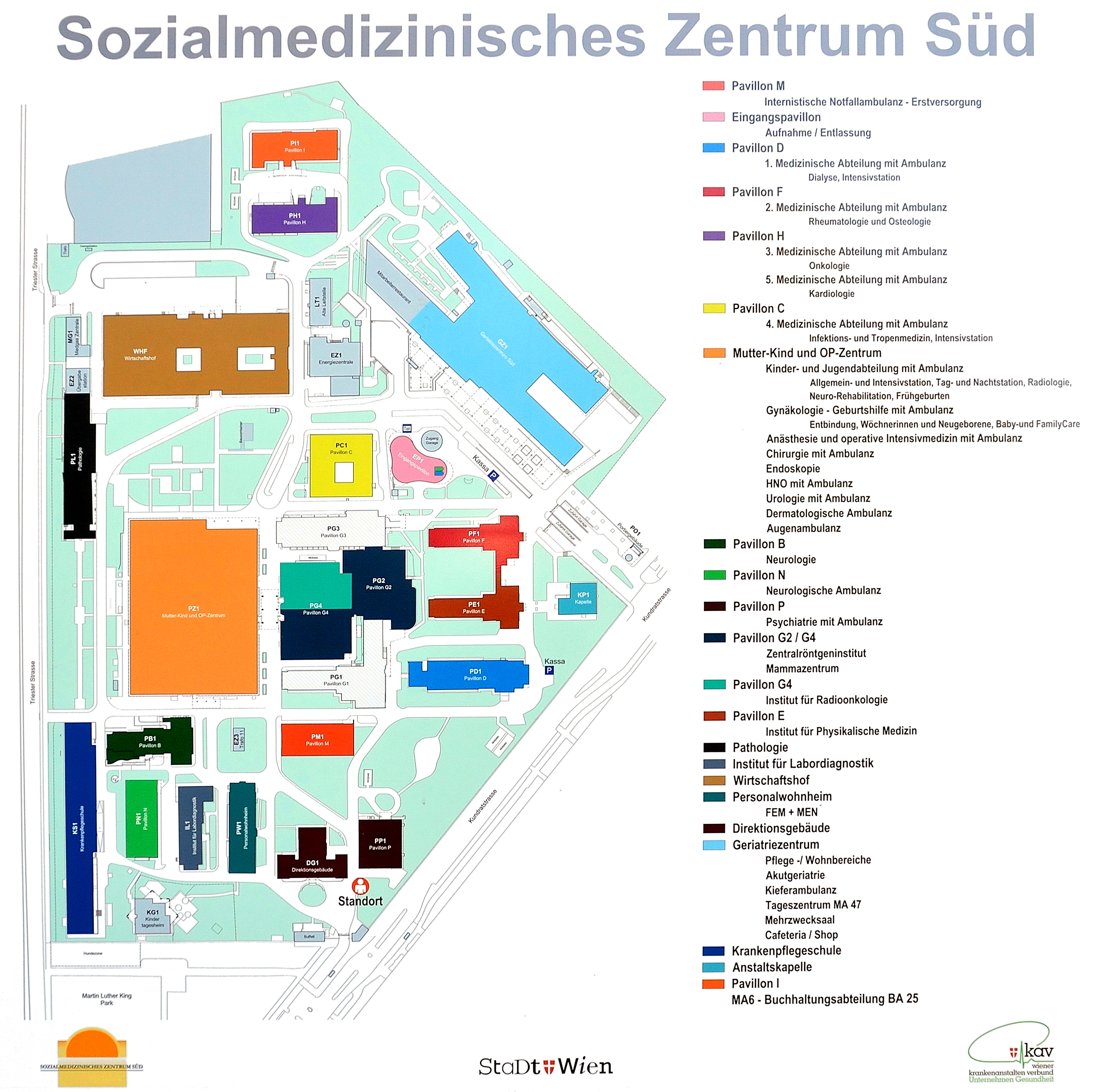
Orientierungsplan
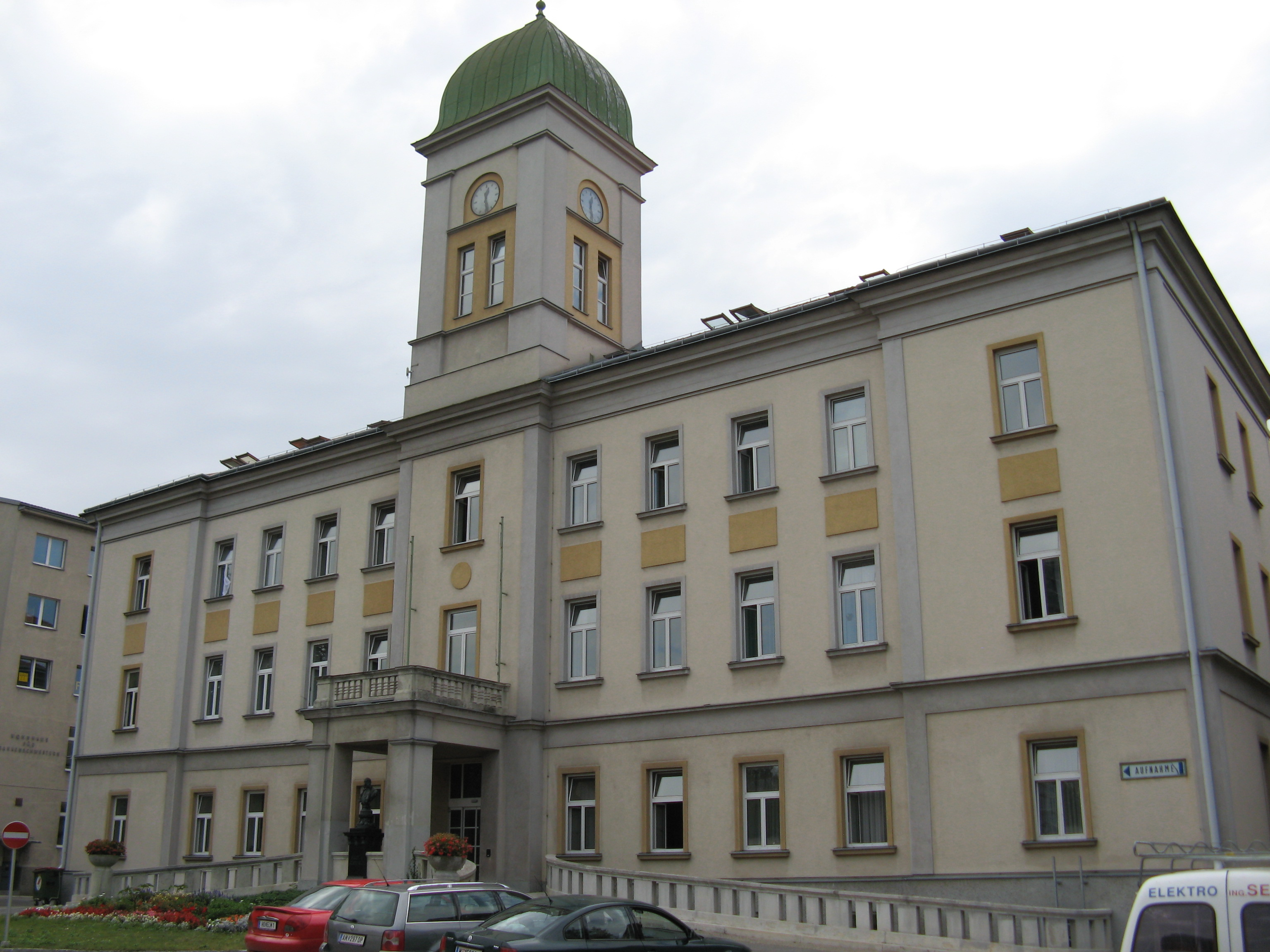
Direktionsgebäude
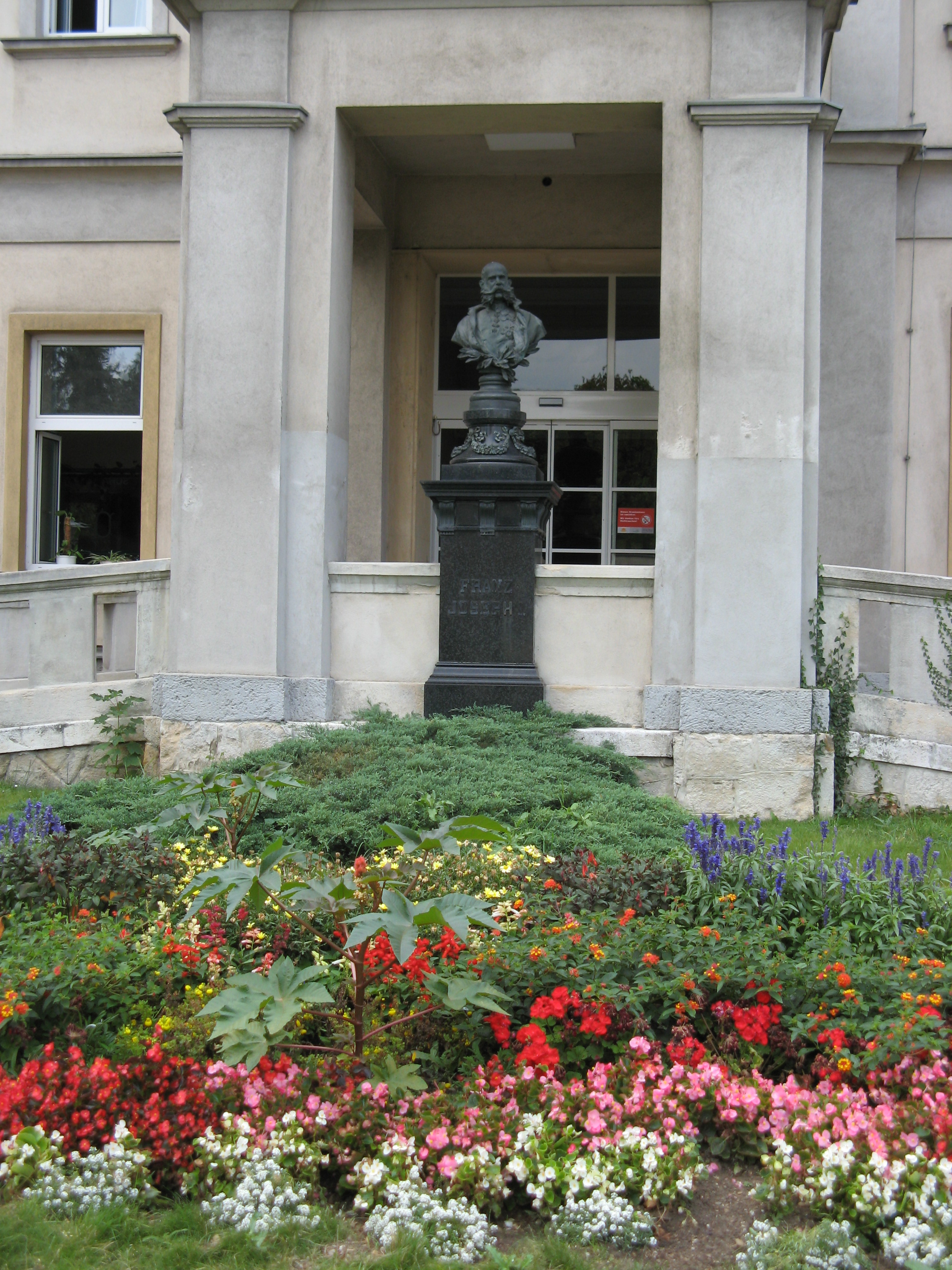
Büste Kaiser Franz Josefs I.
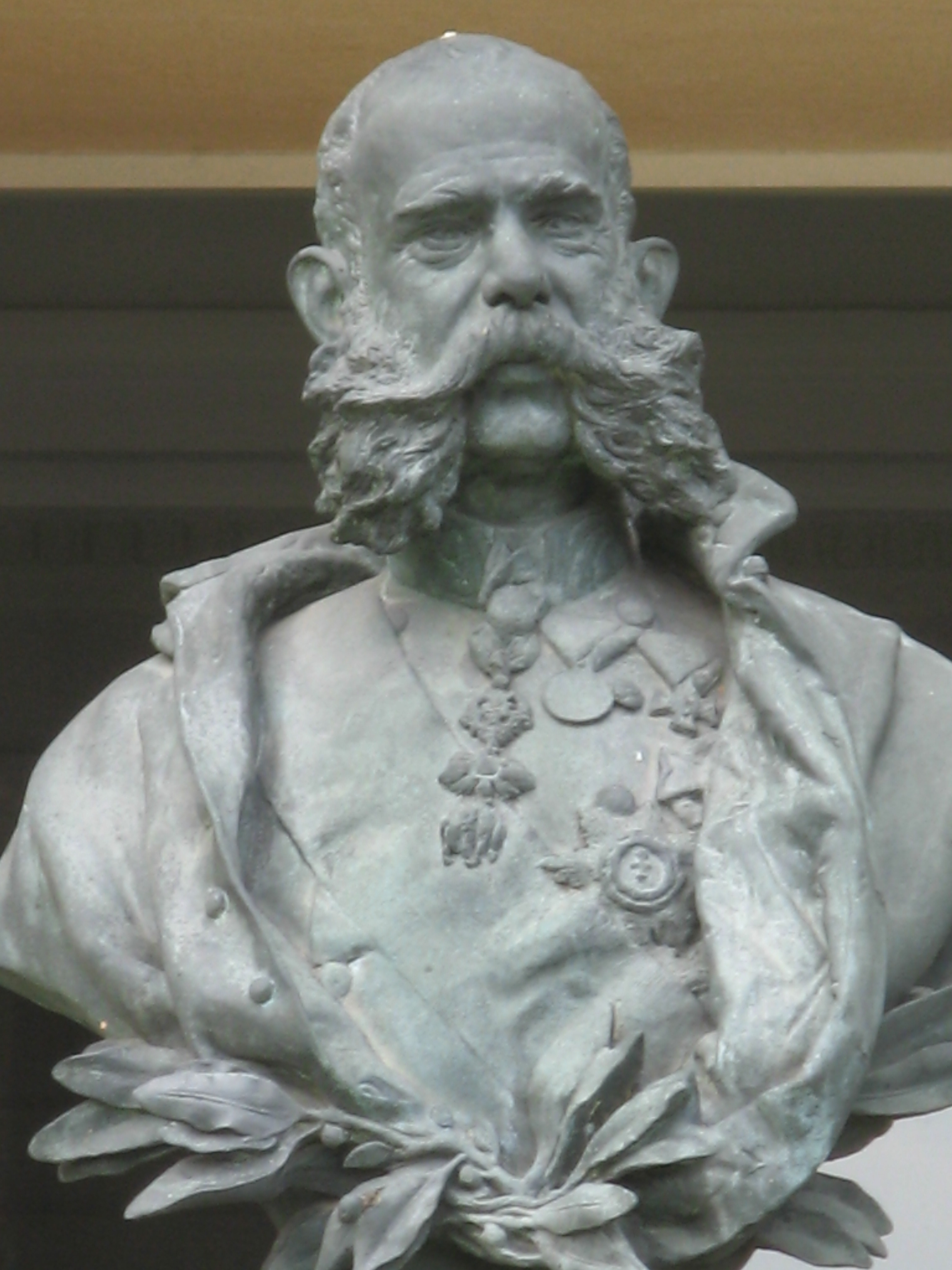
Kaiser-Franz-Josef-Büste im Detail
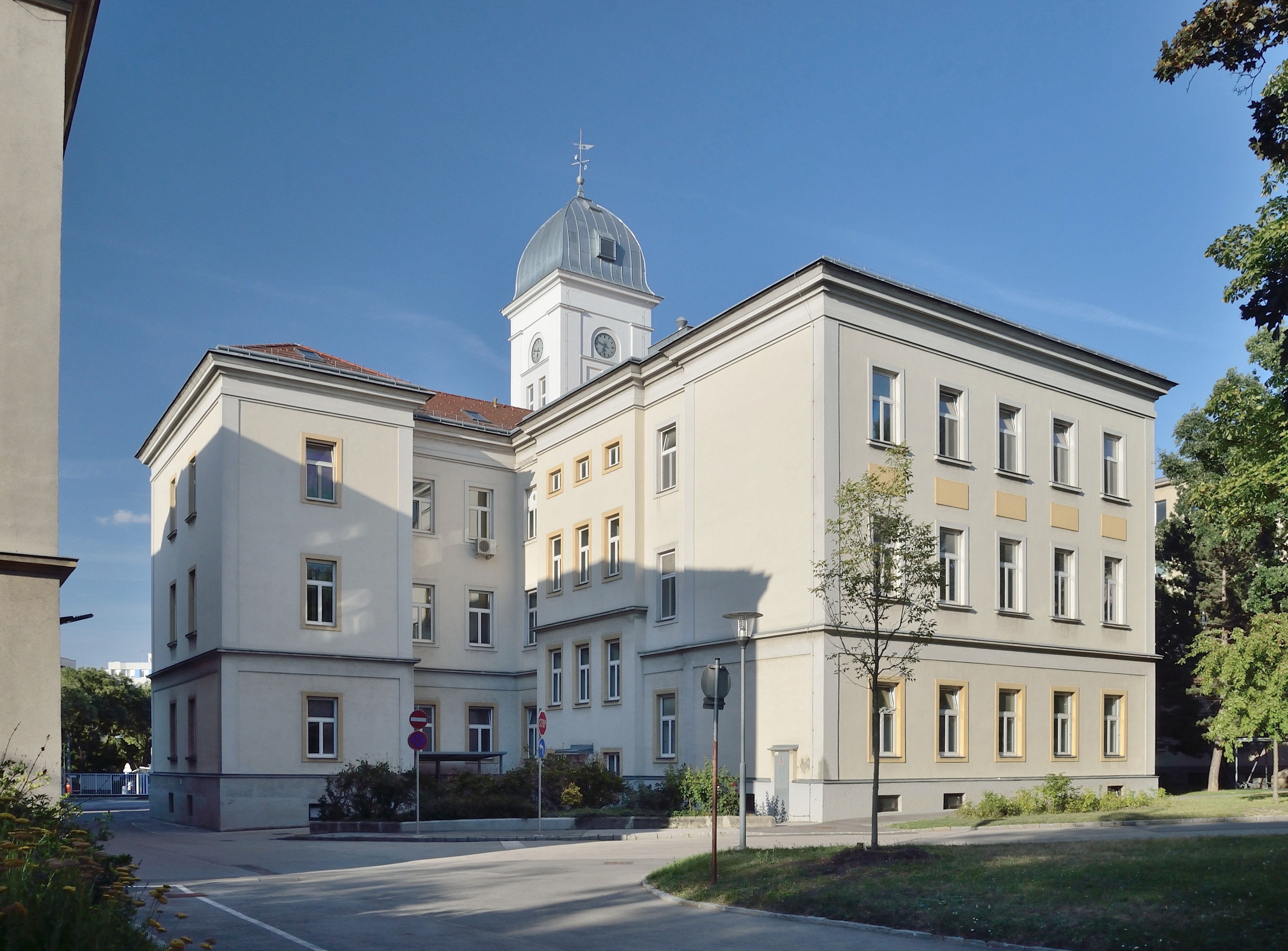
Rückseite des Direktionsgebäudes
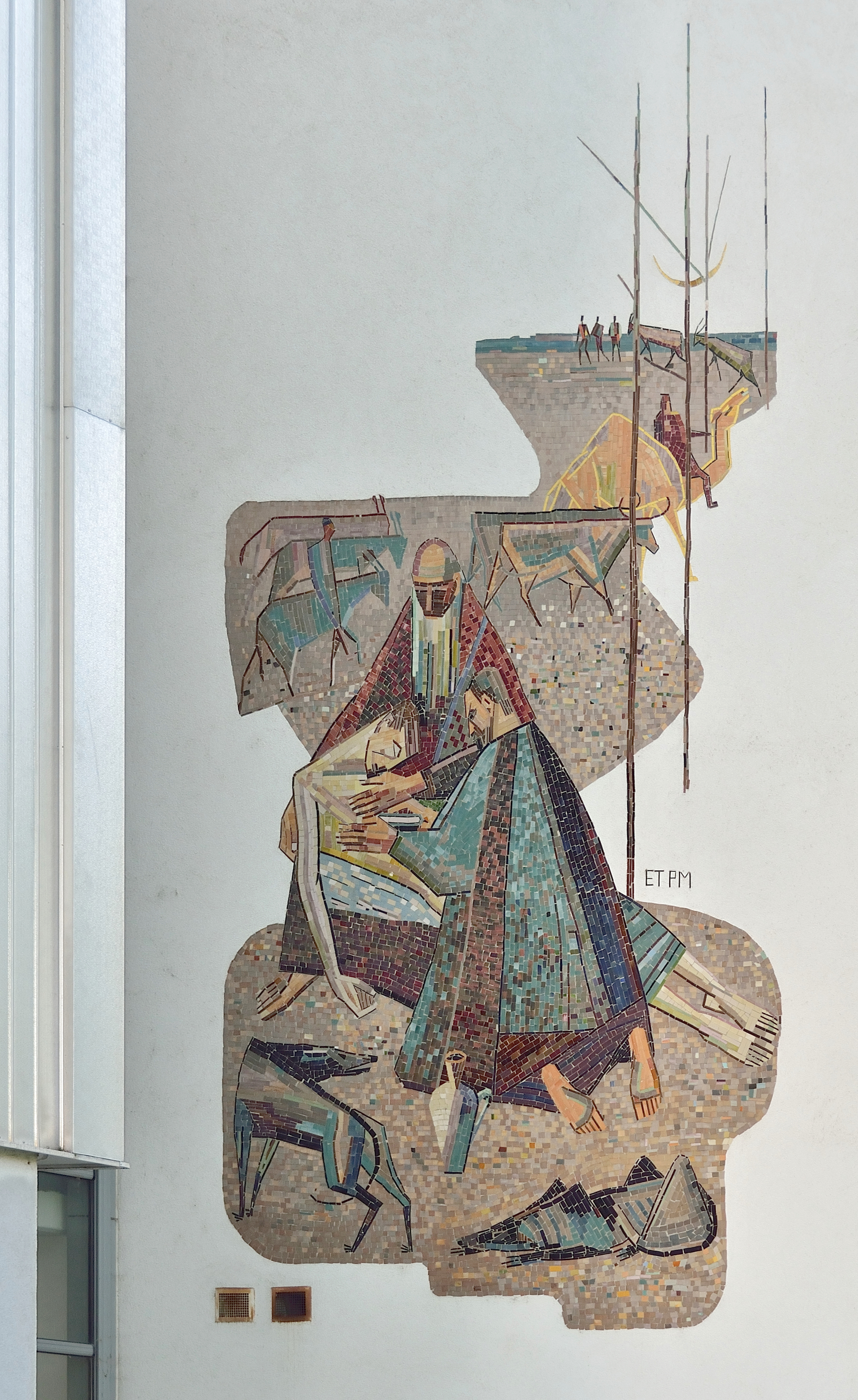
Mosaik "Guter Samariter"
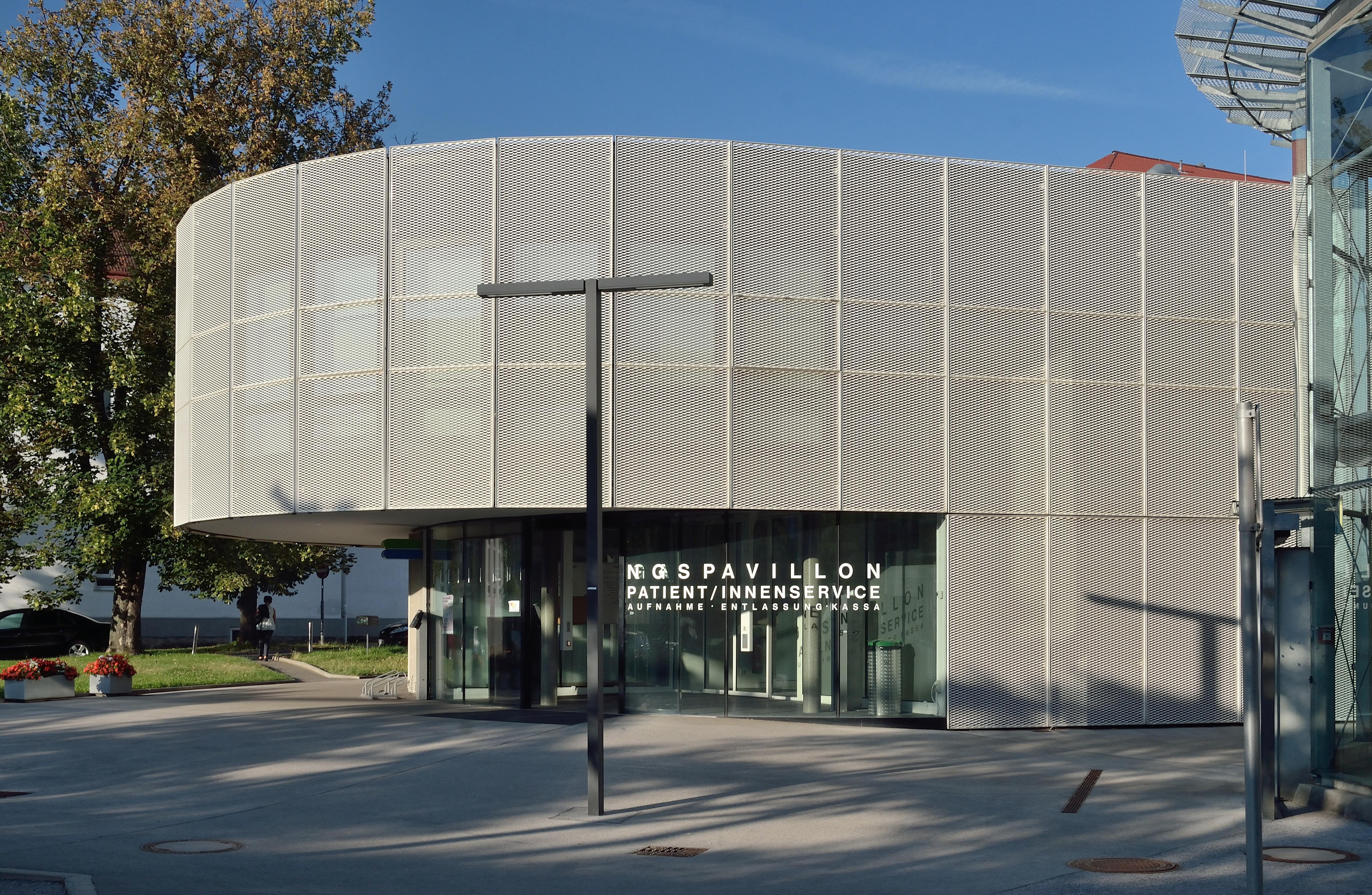
Eingangspavillon
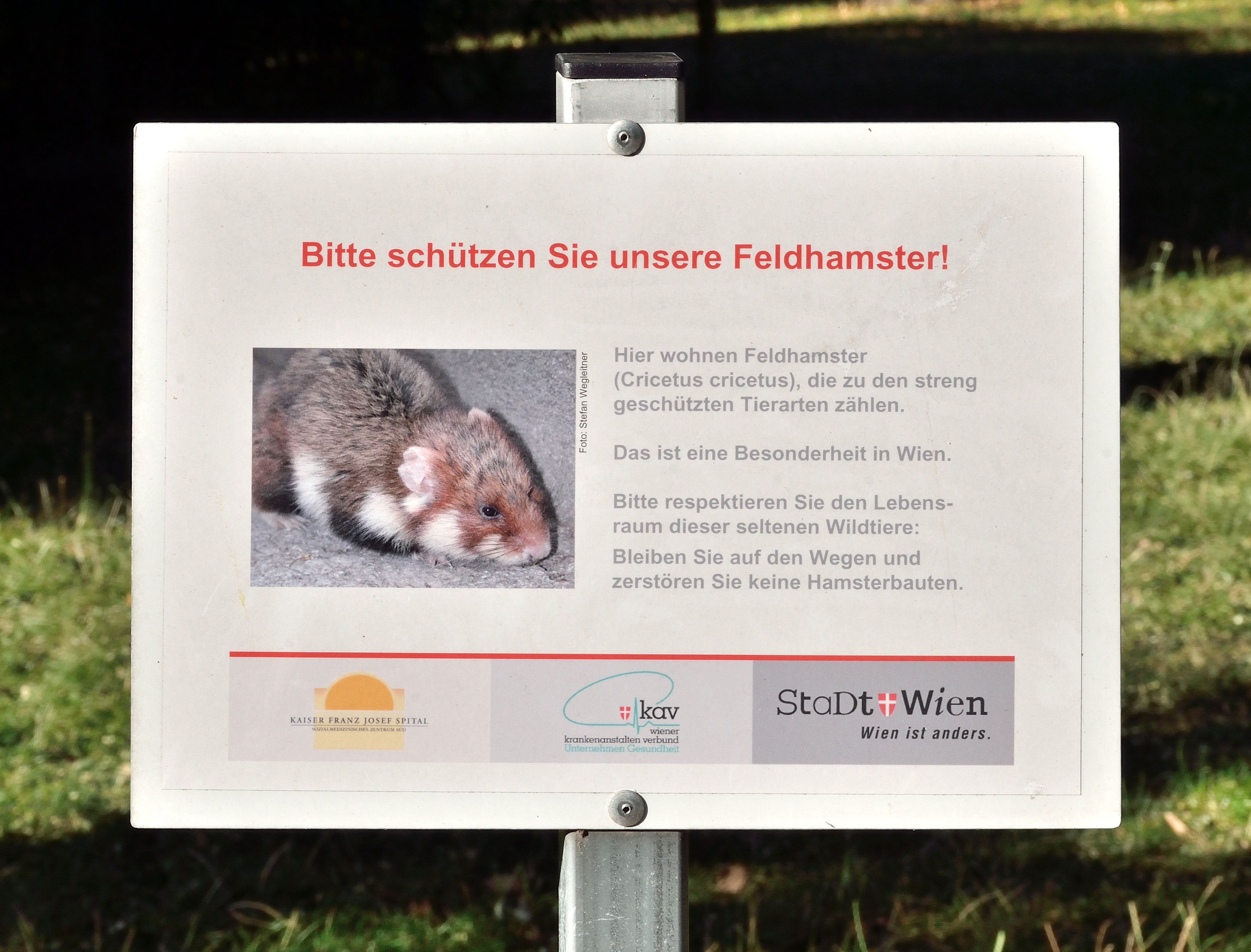
Feldhamster leben am Spitalsgelände
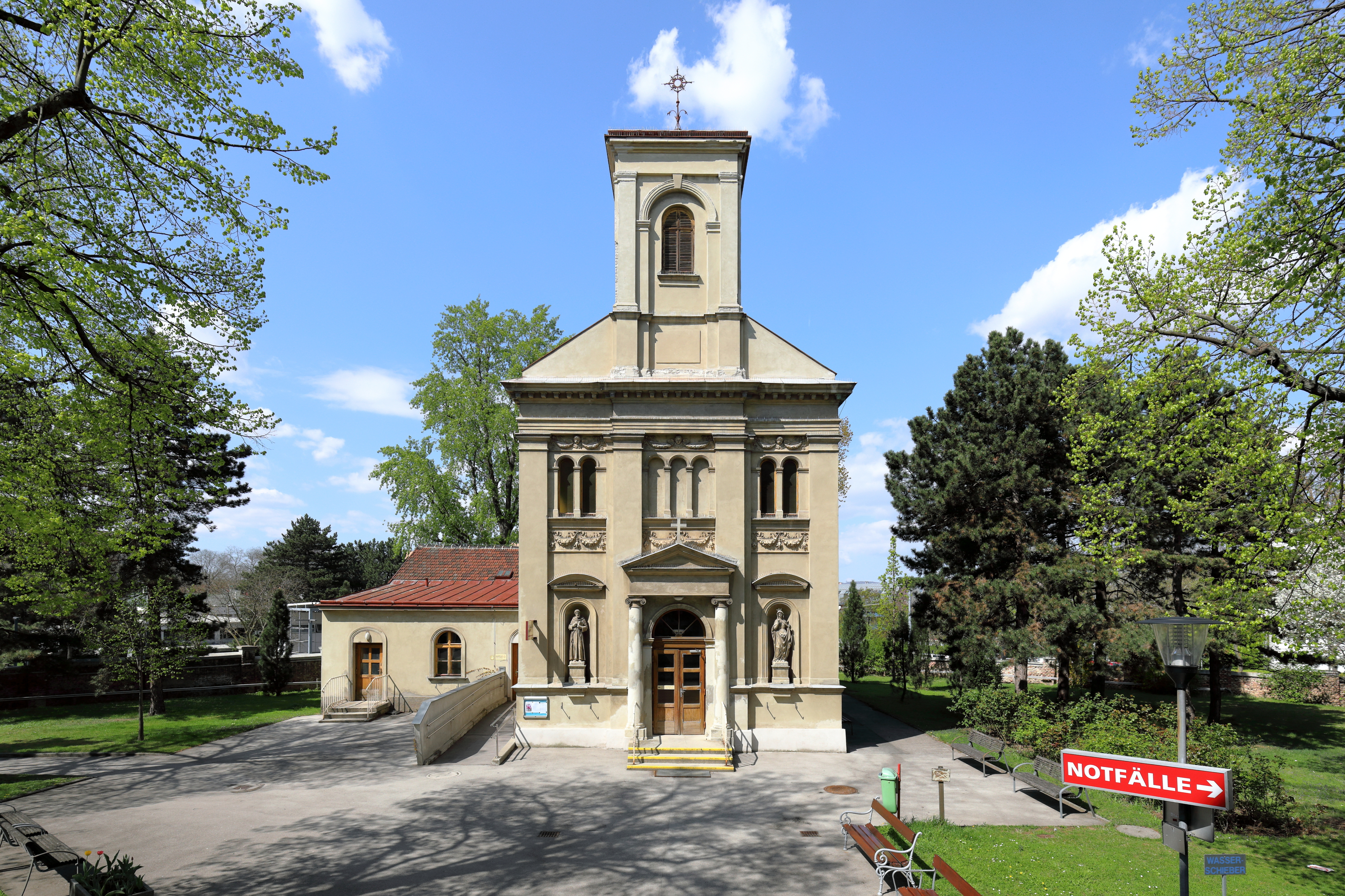
Spitalskapelle

### Nr. 5: Kirche St. Katharina von Siena

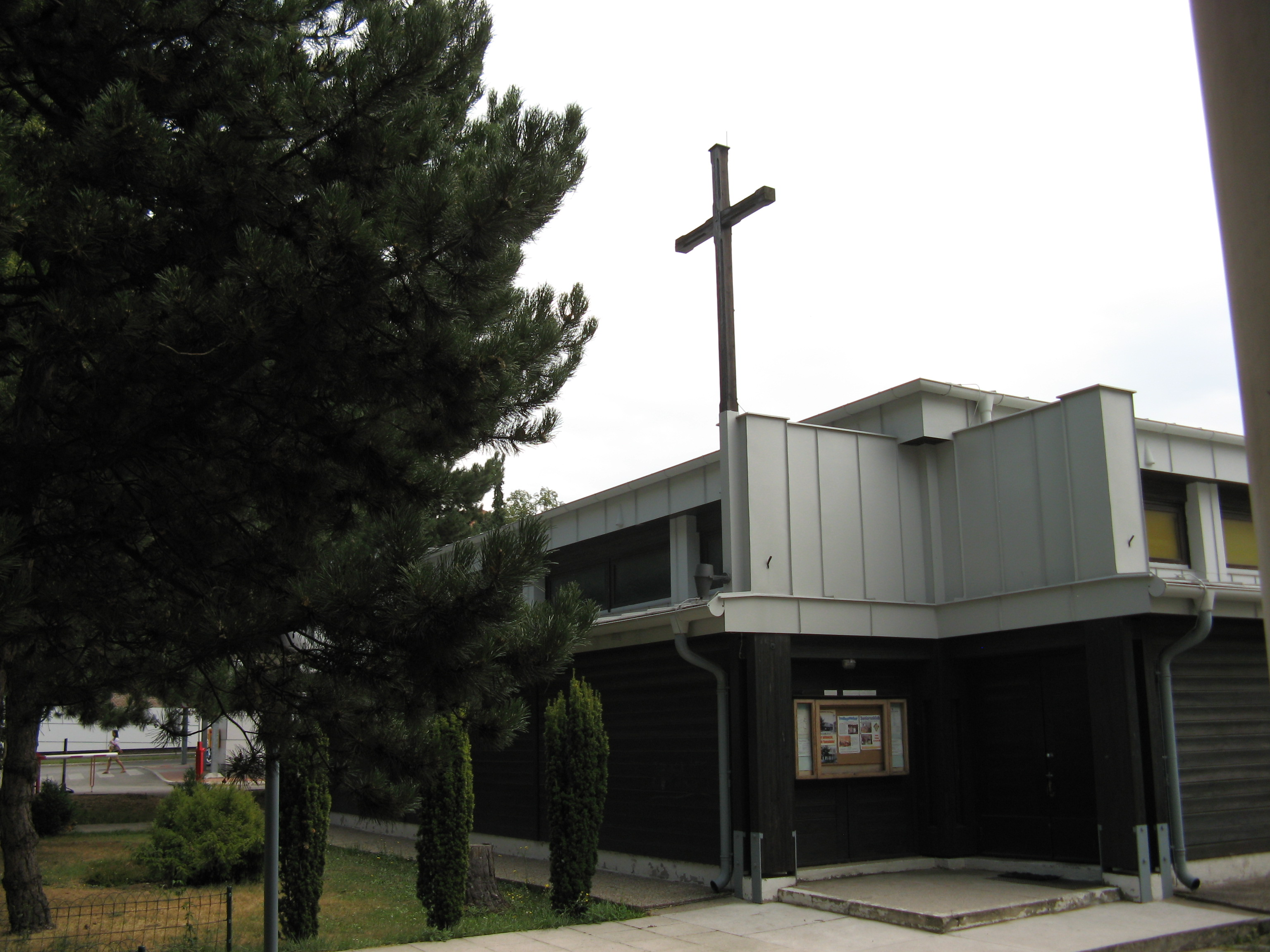
Pfarrkirche St. Katharina von Siena

Diese Holzmontagekirche von Ottokar Uhl aus dem Jahr 1967 war ursprünglich der Kreuzerhöhung geweiht und folglich als Heilig-Kreuz-Kirche bekannt. Sie wurde nach einer neuen Konstruktionsart mit Holzleimbindern hergestellt. Als Notkirche sollte sie mobil sein und den wechselnden Bedürfnissen der Seelsorge gerecht werden. 1970 wurde die Kirche um 90 Grad gedreht. 1988 erfolgte die neue Weihe an die Heilige Katharina von Siena. Aus dem einstigen Provisorium ist mittlerweile eine Dauerlösung geworden, da in der Kundratstraße tausende Wohnungen entstanden, deren Bewohner von der Pfarrkirche betreut werden. Neben der Kirche entstand ein Pfarrkindergarten, dessen zur Kirche gewandte Seite abgerundet ist. Die Kirche steht unter Denkmalschutz.

### Nr. 6: K6
Am östlichen Anfang der Kundratstraße befindet sich an der nördlichen Straßenseite gegenüber dem Martin-Luther-King-Park das 2007 errichtete Hochhaus K6. Dieses bildet einen weithin sichtbaren städtebaulichen Akzent zwischen dem Matzleinsdorfer Hochhaus und den Twin Towers auf dem Wienerberg. Es wurde von den Architekten Bettina Götz und Richard Manahl und dem Architekturbüro Neumann projektiert. Auf einem dreigeschoßigen rechteckigen Sockelbauwerk, in dem sich Geschäfte und Büros befinden, erhebt sich das eigentliche Hochhaus. Es ist ellipsenförmig angelegt und misst 70 Meter in der Längs- und 26 Meter in der Querachse. Der elliptische Bauteil umfasst ausschließlich Wohnungen, wobei rundum, geschoßweise versetzt, verglaste Loggien angeordnet sind.

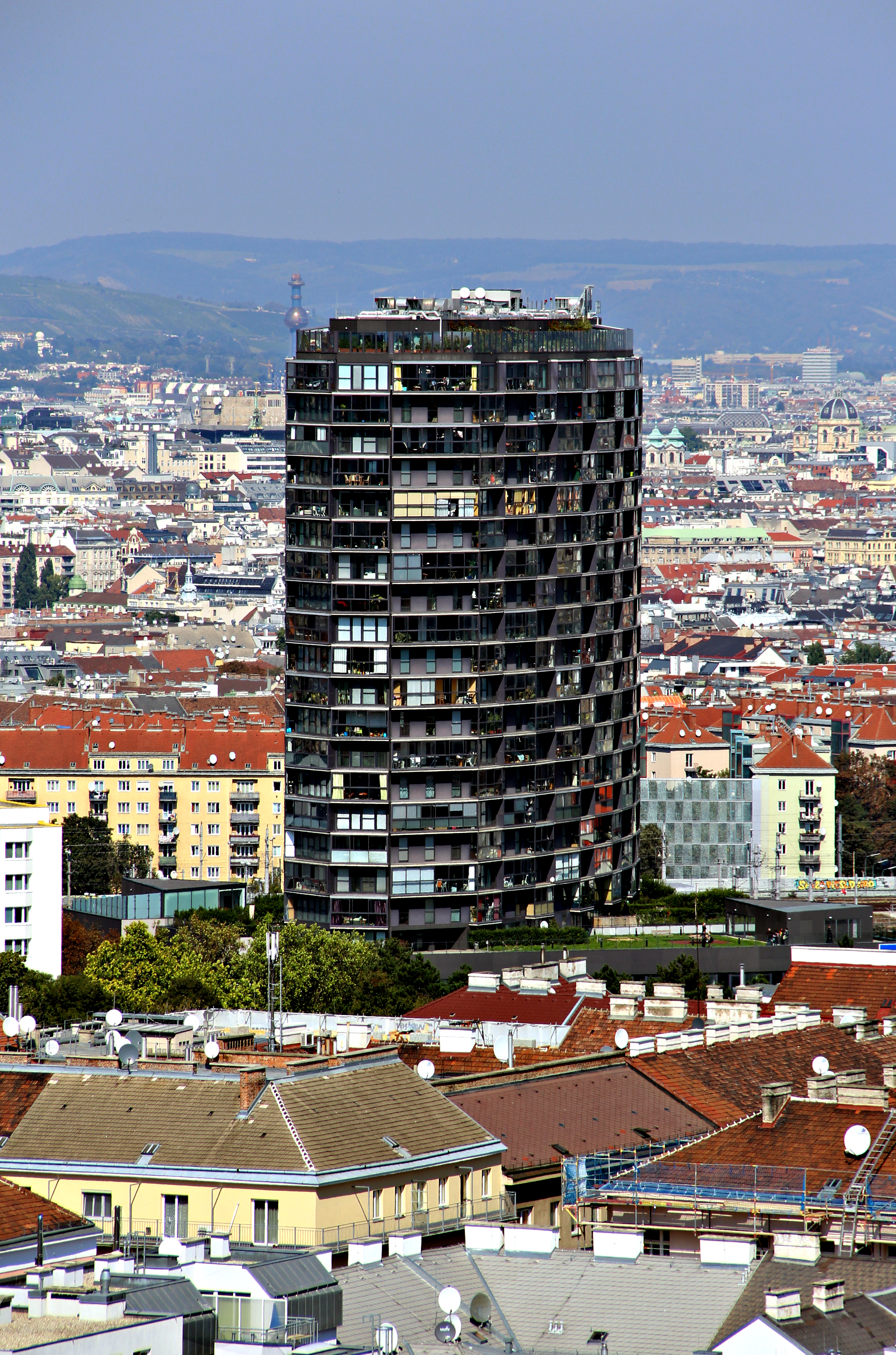
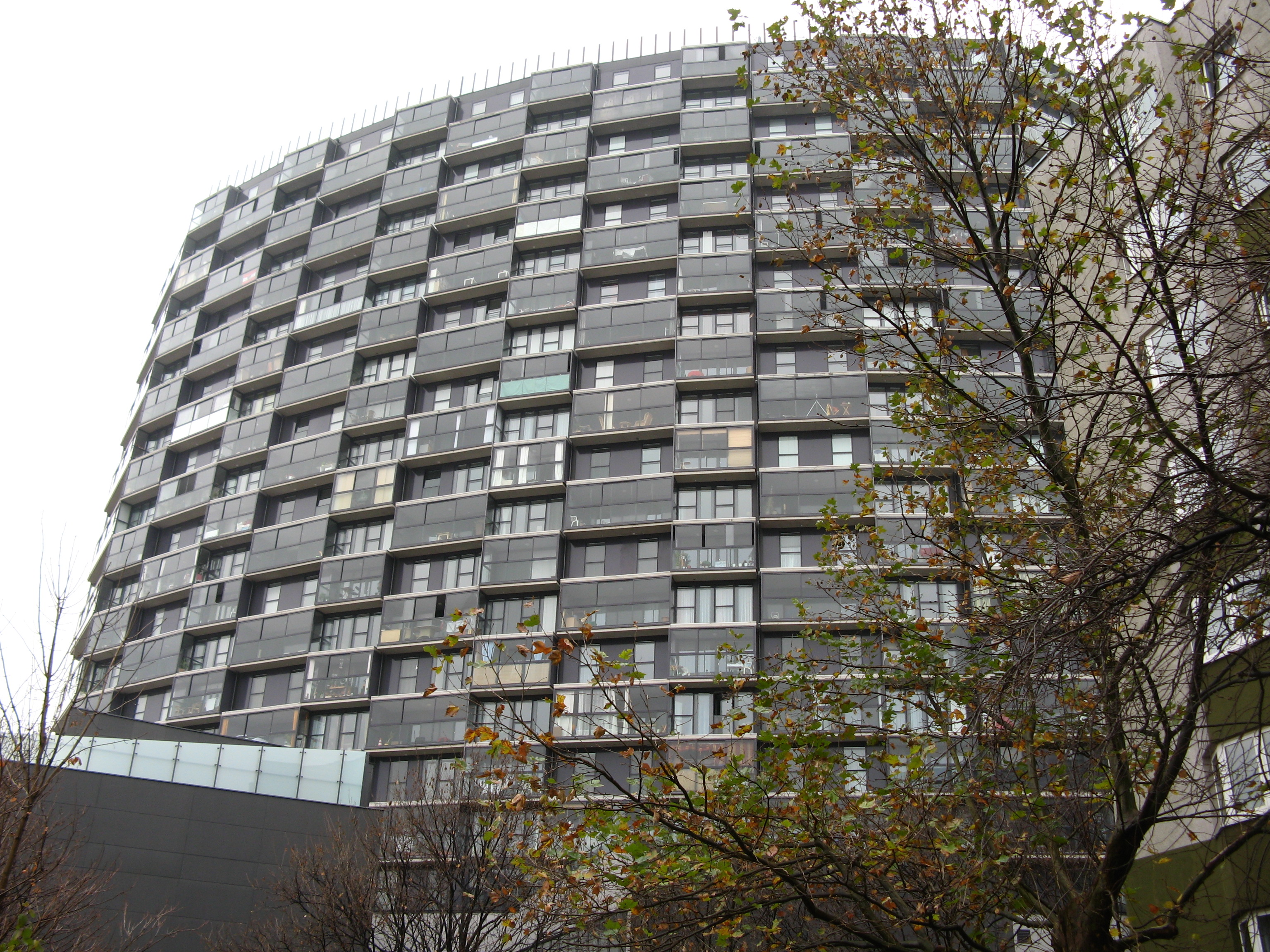
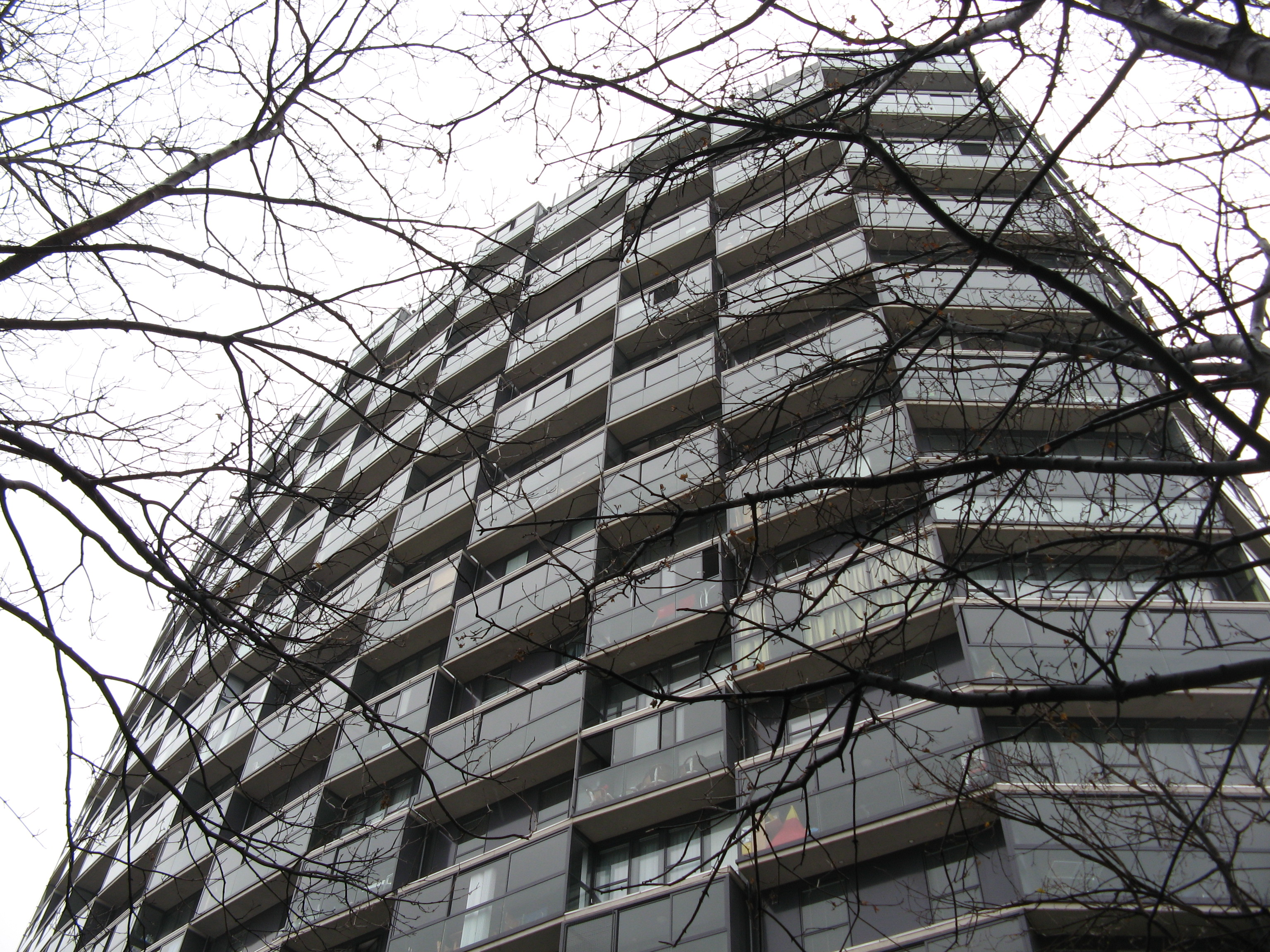
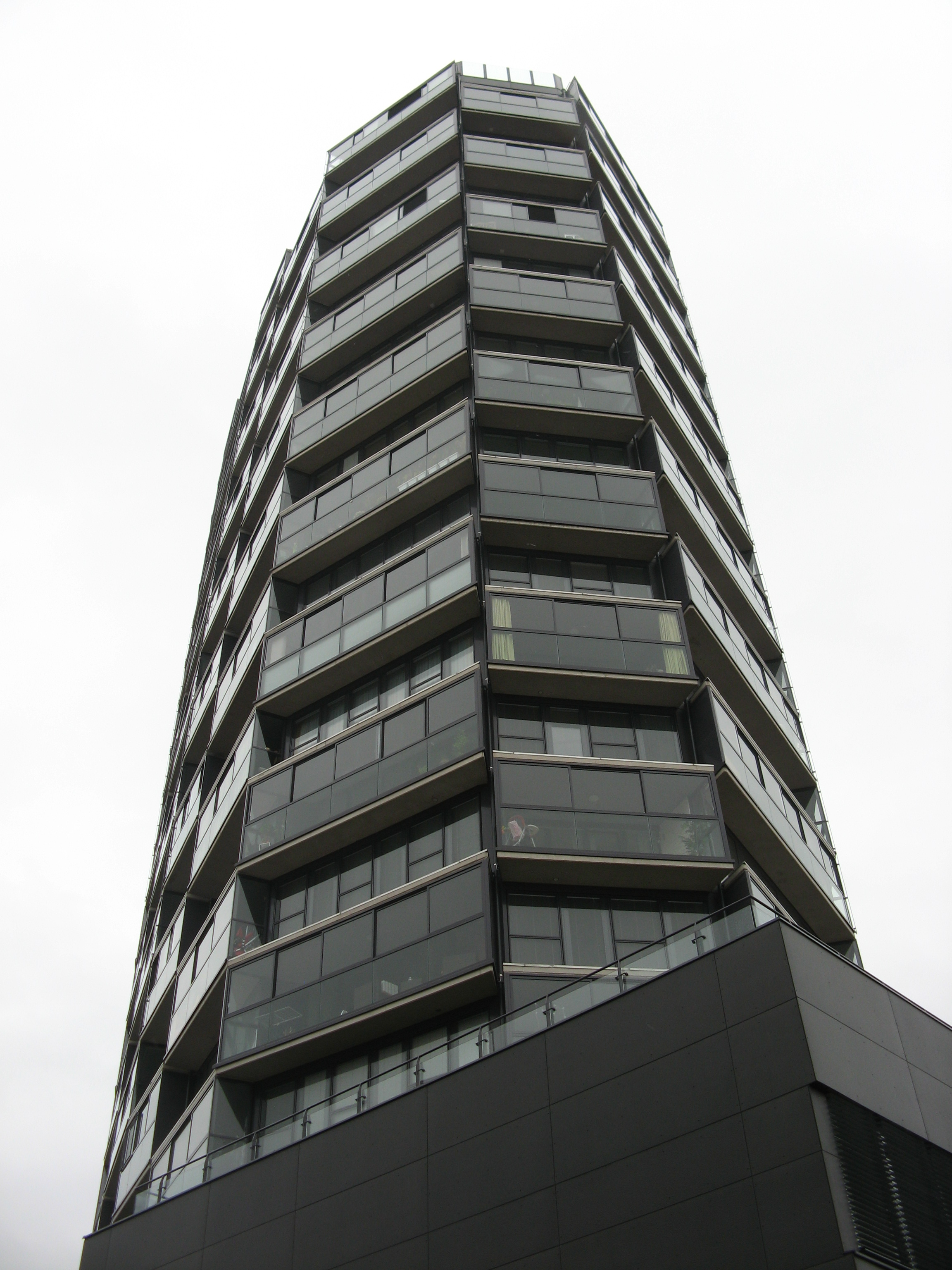
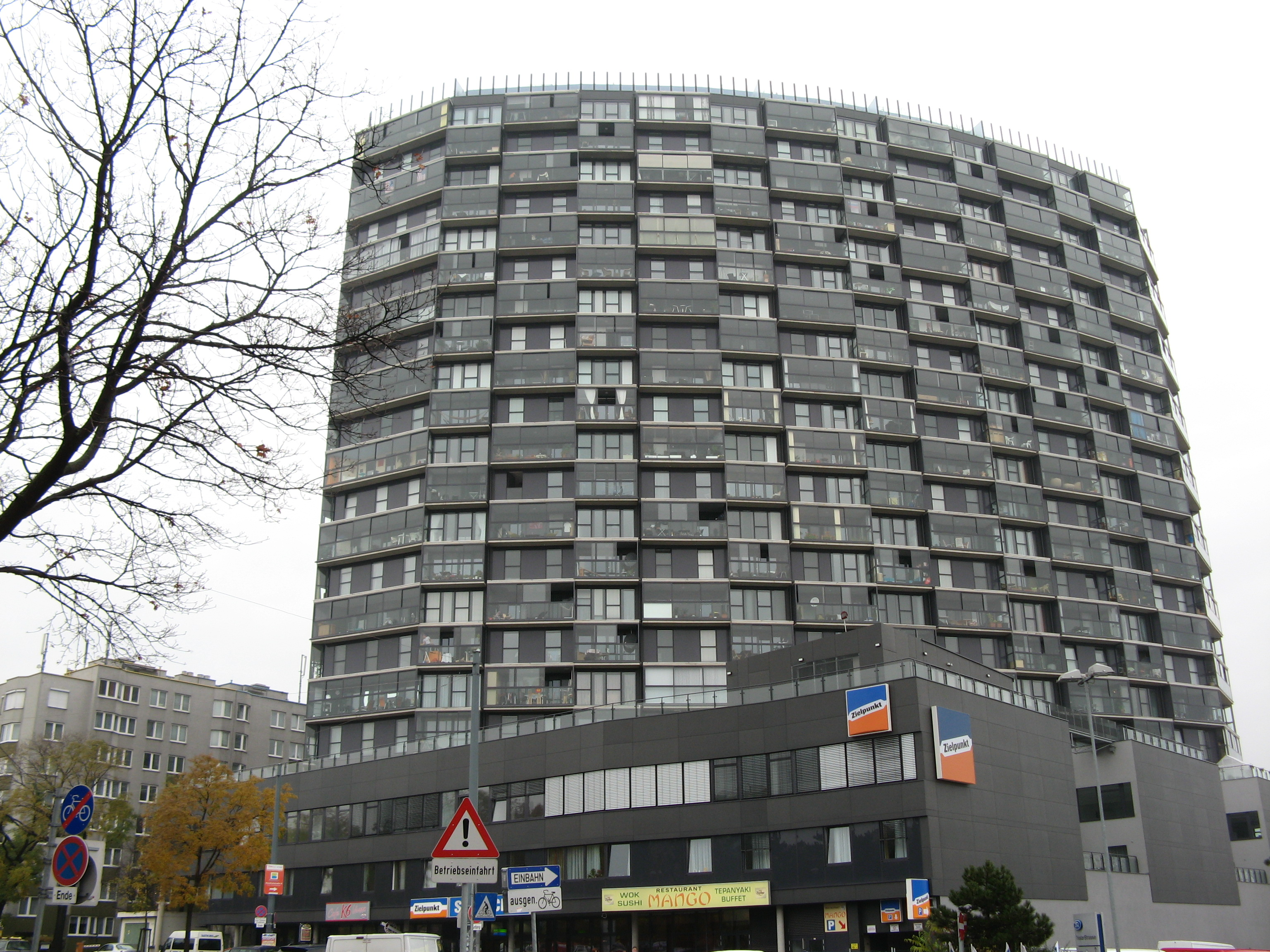
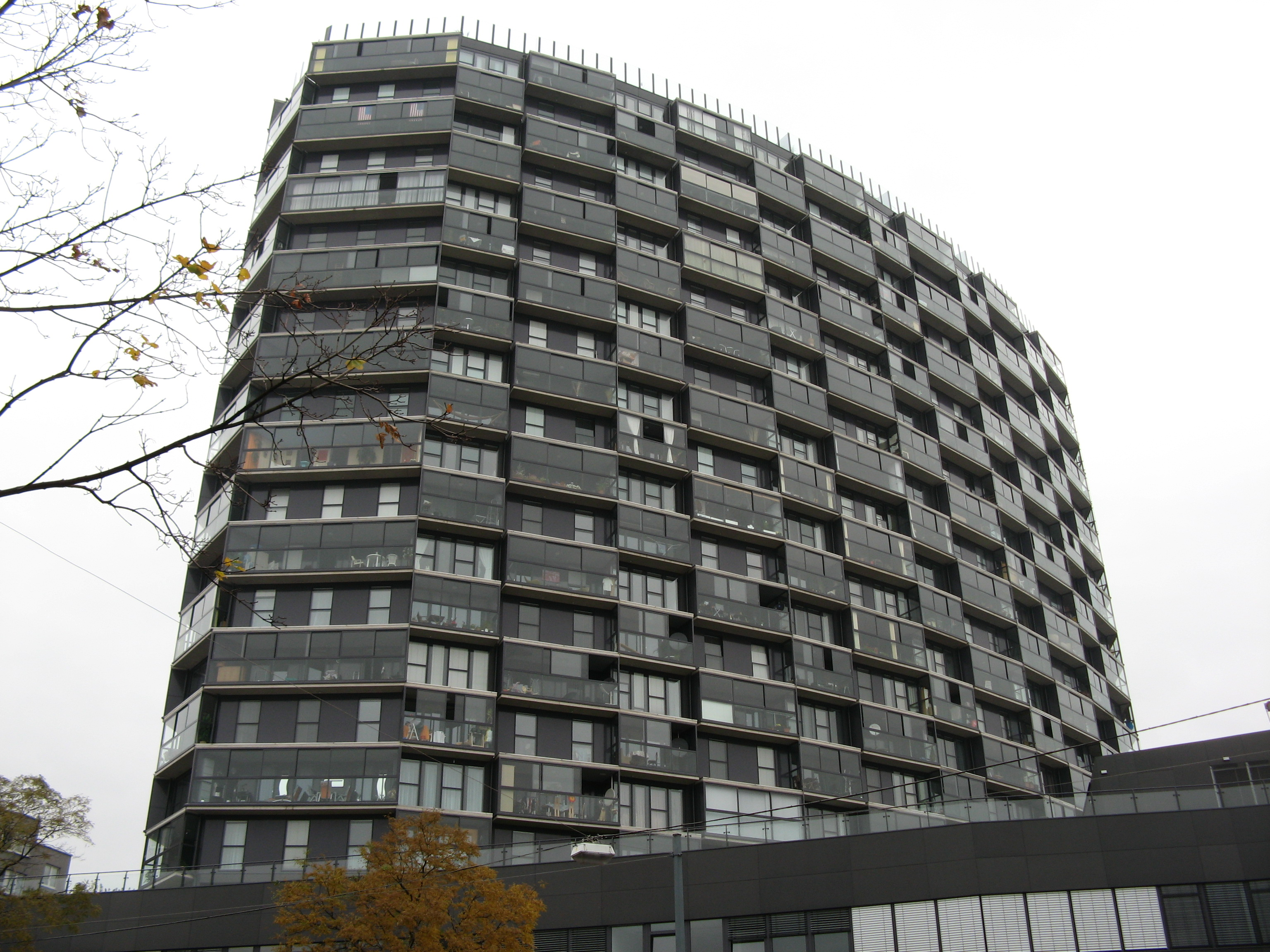
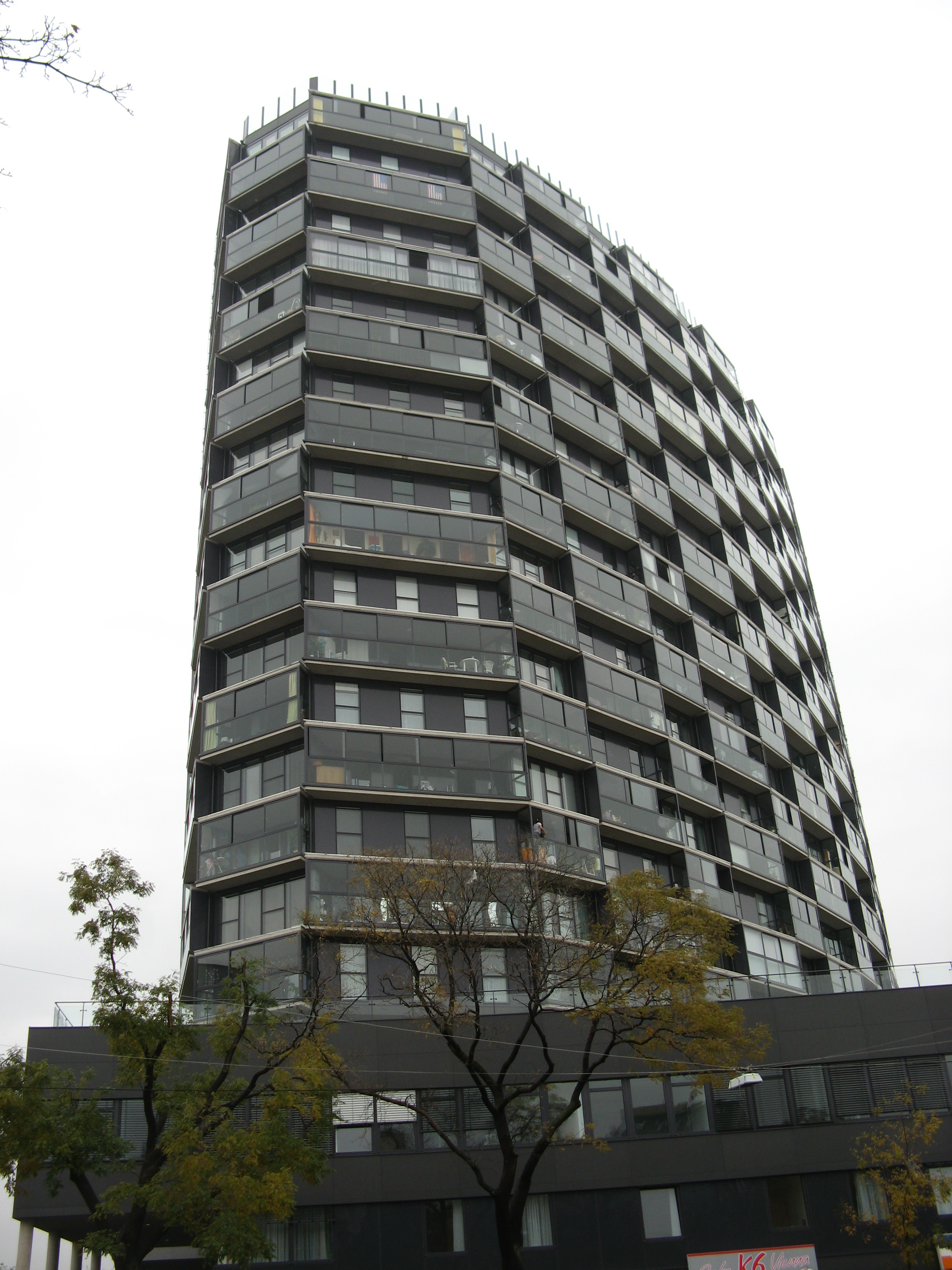

### Nr. 16: Wohnbauten und Lehrlingsheim

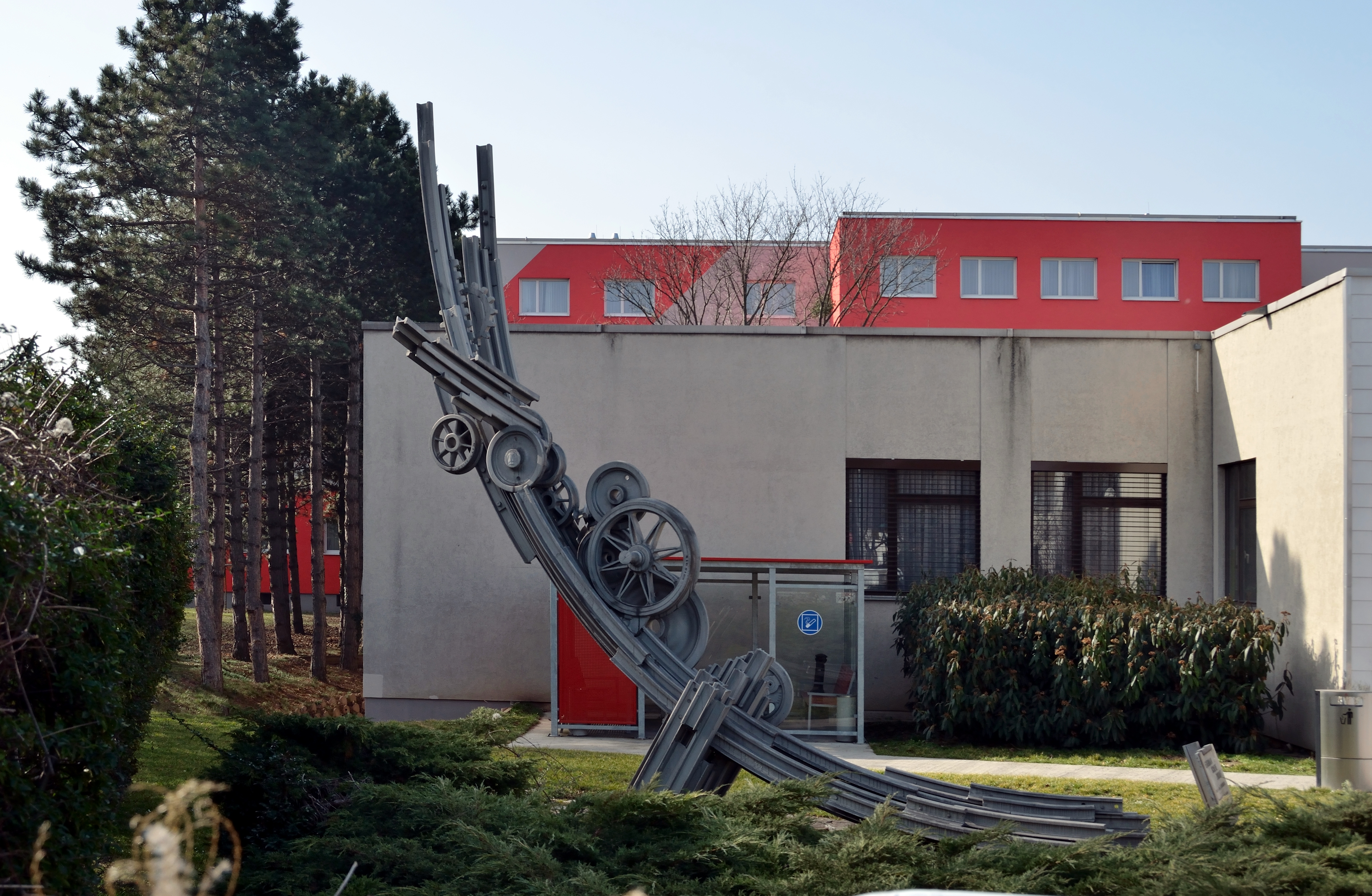
ÖBB Lehrlingsheim mit Skulptur "Eisenbahn, Schiene, Zukunft"

Gegenüber dem Franz-Josefs-Spital befanden sich an der Böschung zur Südbahn früher Kleingärten. Hier wurde Ende des 20. Jahrhunderts eine große genossenschaftliche Wohnhausanlage erbaut. Anschließend befindet sich ein Lehrlingswohnheim und ein Bildungszentrum der Österreichischen Bundesbahnen, vor dessen Eingang eine große Metallplastik steht.

### Nr. 33–35: Gemeindebau
Bereits zu Meidling gehörig, entstand hier 1957–1959 eine große städtische Wohnhausanlage zwischen Kundratstraße, Köglergasse, Karplusgasse und Unter-Meidlinger Straße nach Plänen der Architekten Friedrich Euler, Herbert Thurner, Wilhelm Gehrke, Gerhard Kolbe, Karl Maria Lang und Maria Petter. Die Kunstwerke innerhalb der Anlage sind mittlerweile entweder in schlechtem Zustand (Plastiken Zwei Ruhende von Hilde Uray, Liegende weibliche Figur von Georg Zauner, Kinderrutsche mit Becken von Rudolf Friedl) oder bereits verschwunden (Schreitende männliche Figur von Josef Pillhofer, Mosaik Windrose von Arnulf Neuwirth).

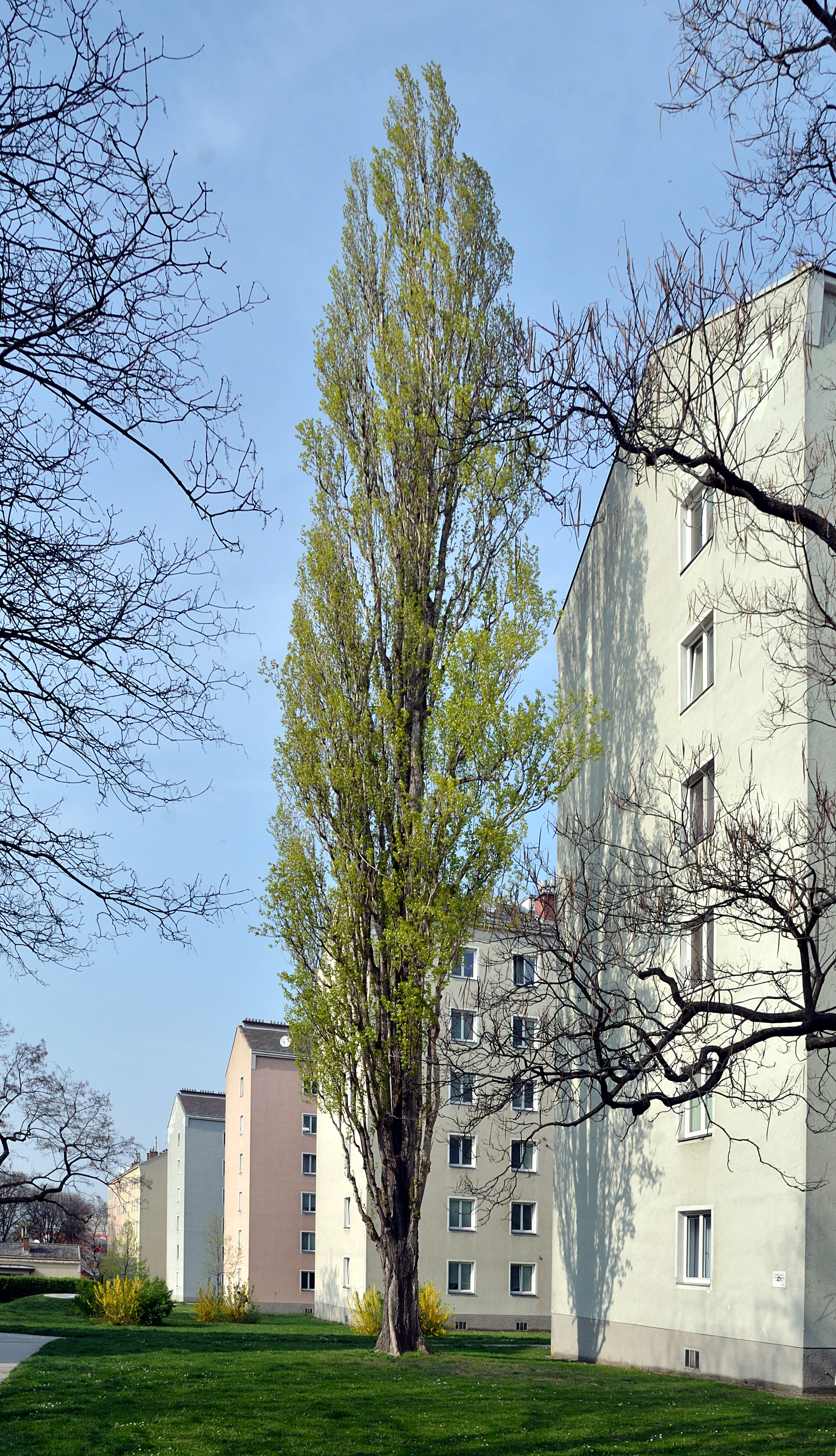
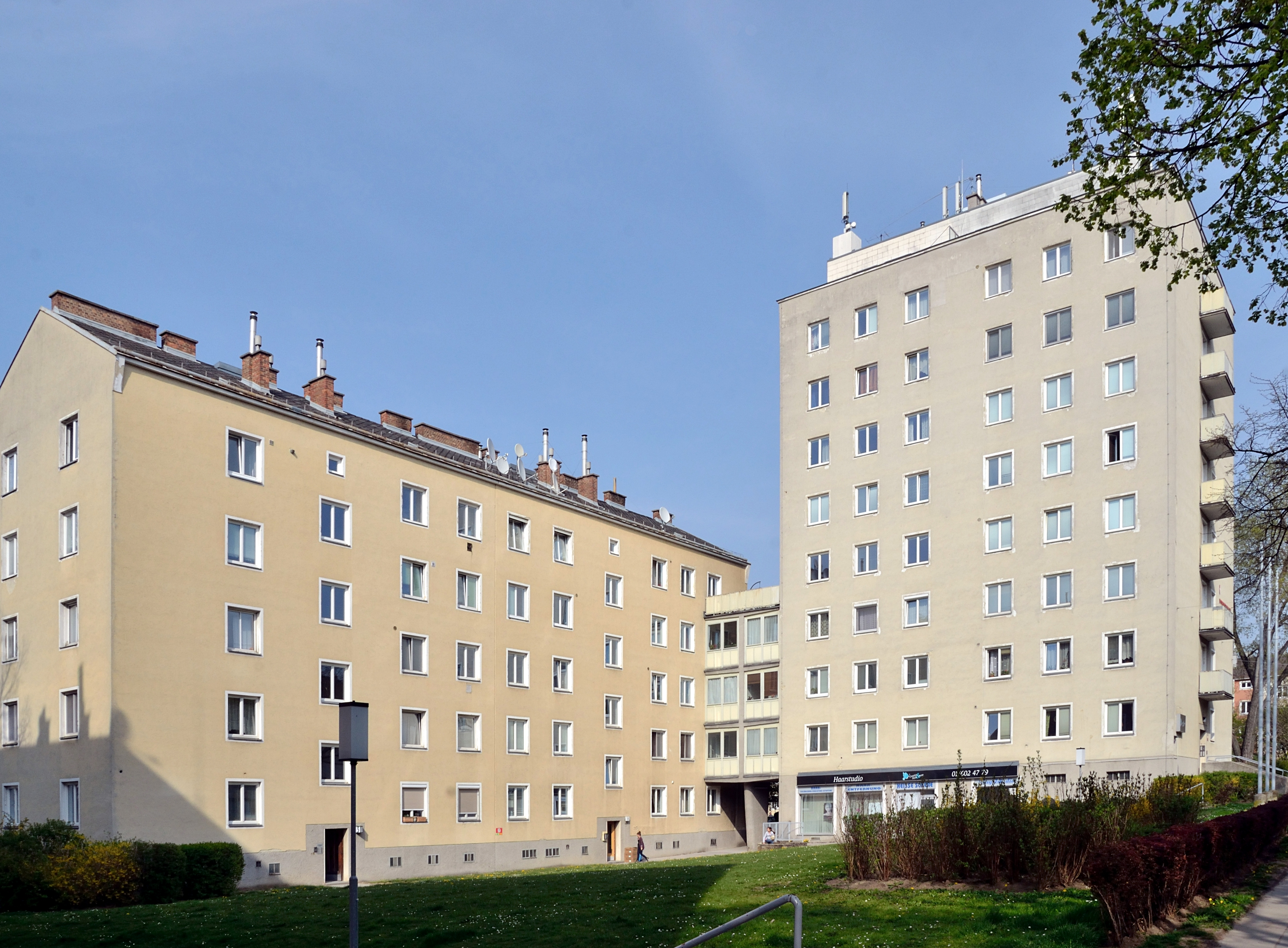
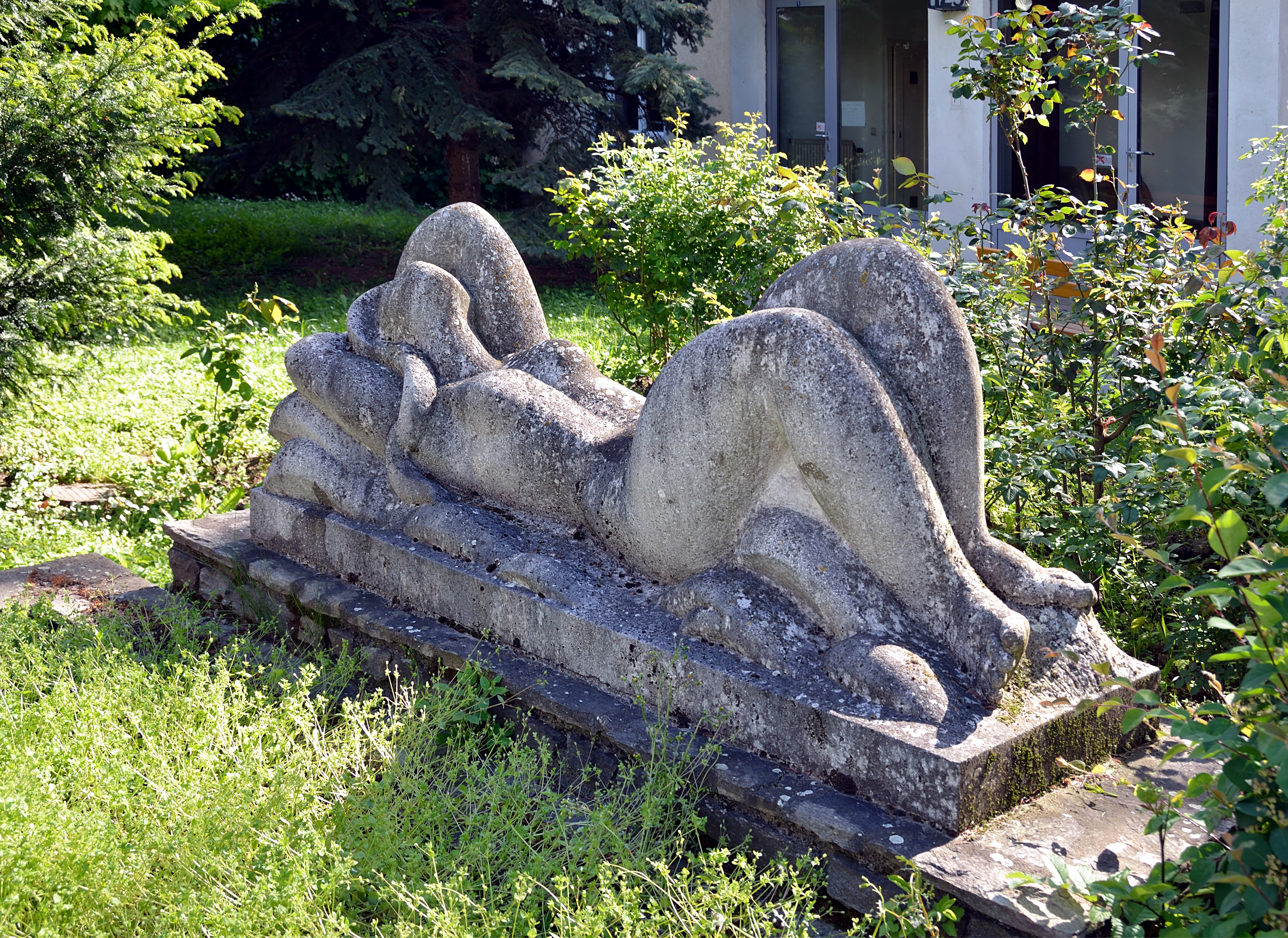
Liegende weibliche Figur von Georg Zauner
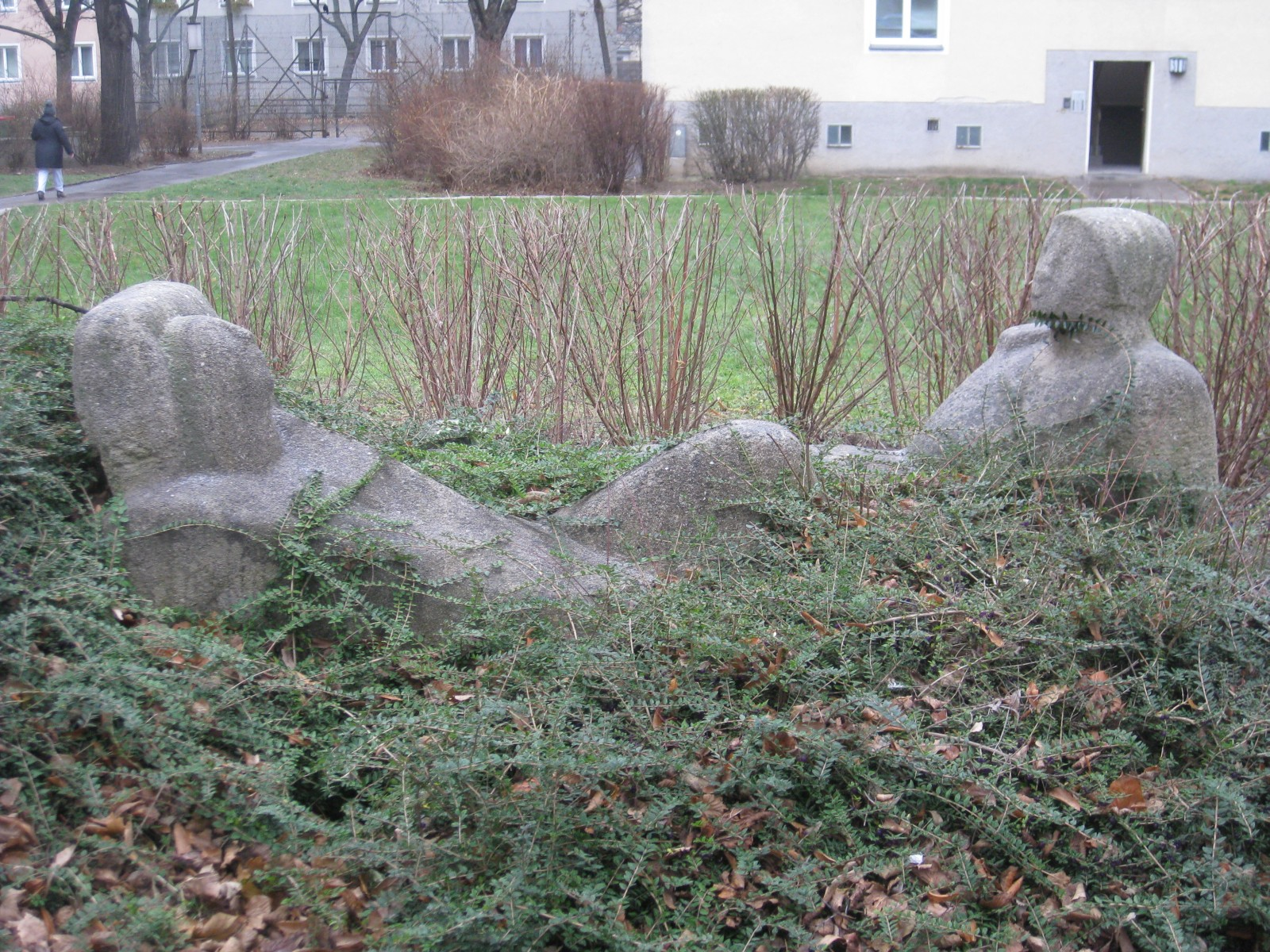
Zwei Ruhende von Hilde Uray
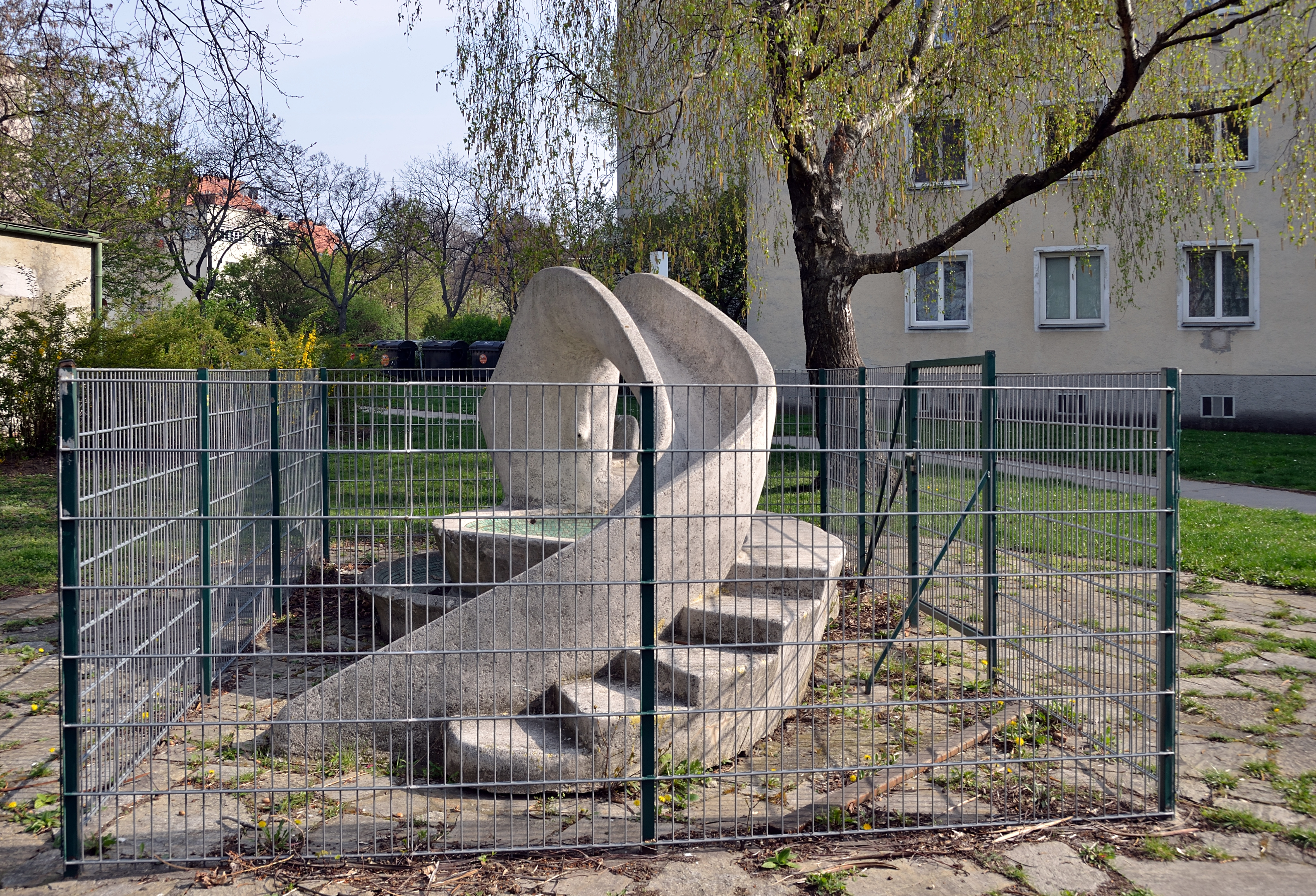
Kinderrutsche von Rudolf Friedl
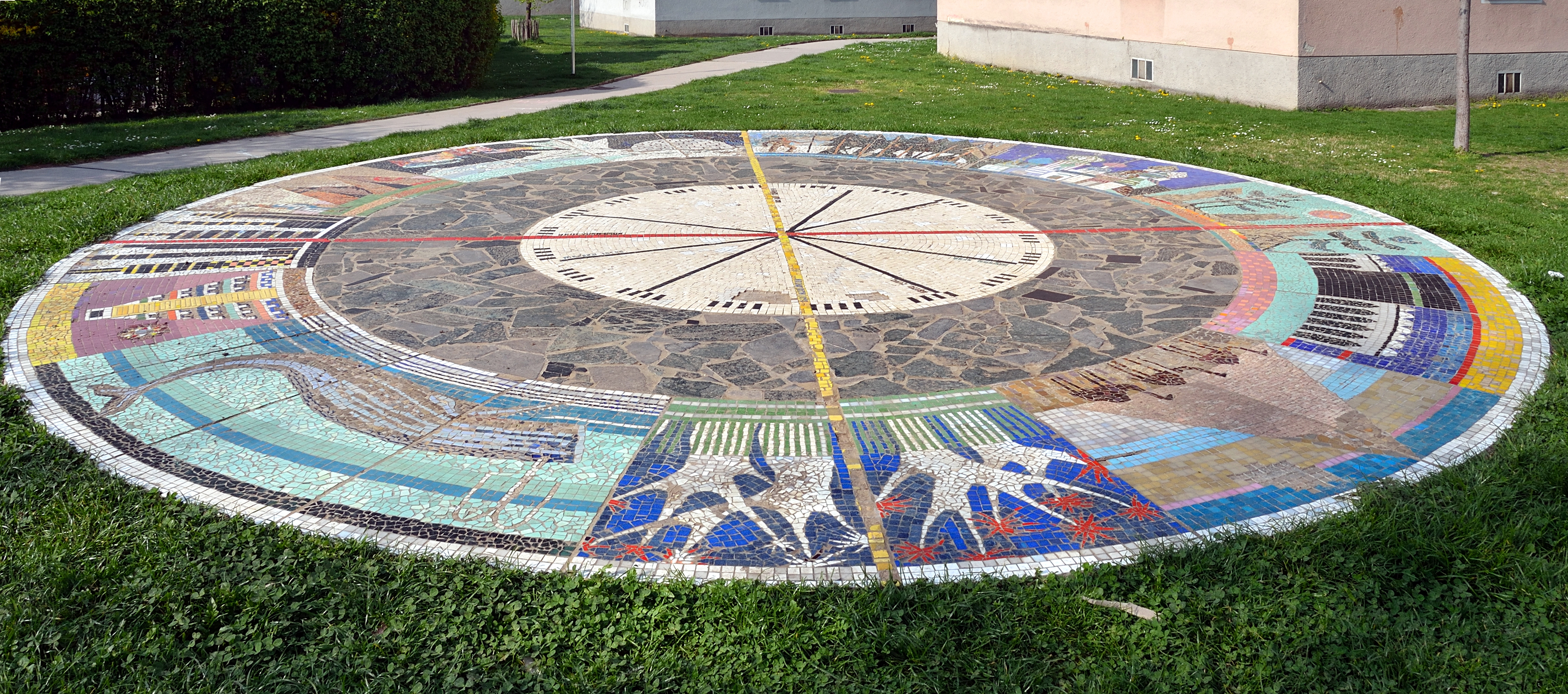
Windrose von Arnulf Neuwirth

### Nr. 37: Traumazentrum Wien-Meidling
Das Unfallkrankenhaus Meidling der Allgemeinen Unfallversicherungsanstalt (AUVA) wurde 1953–1955 nach Plänen der Architekten Wolfgang Bauer und Adolf Hoch errichtet und 2018 in Traumazentrum Wien-Meidling umbenannt. Es ist bezüglich der Patienten- und Operationsfrequenz das größte Unfallspital Österreichs. Hier werden von 65 Ärzten jährlich mehr als 7000 Operationen durchgeführt. Seit 1996 wird das Spital durchgehend modernisiert und umgestaltet. Auf dem Gelände befinden sich ein Hubschrauberlandeplatz und das Rehabilitationszentrum Meidling.

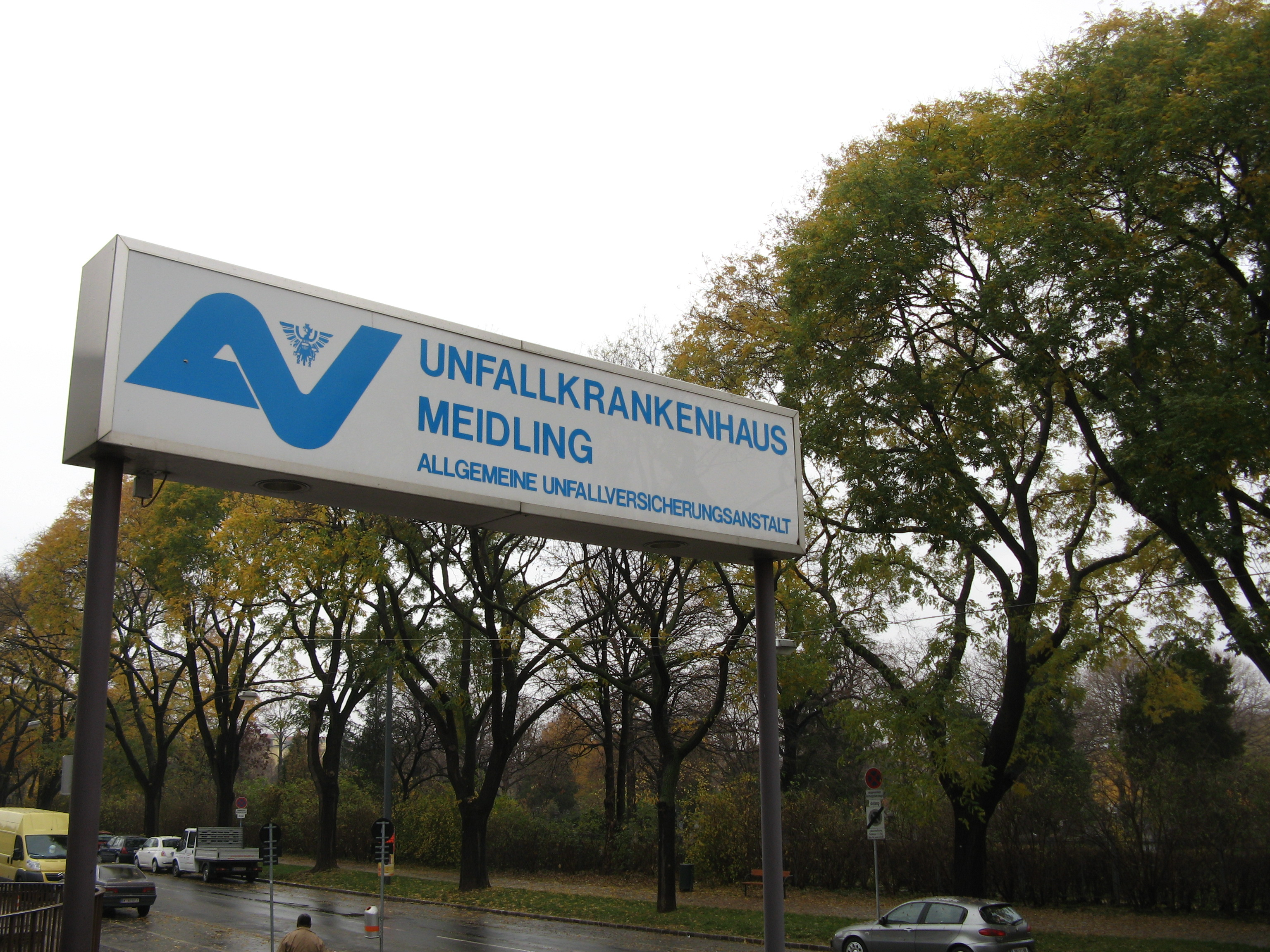
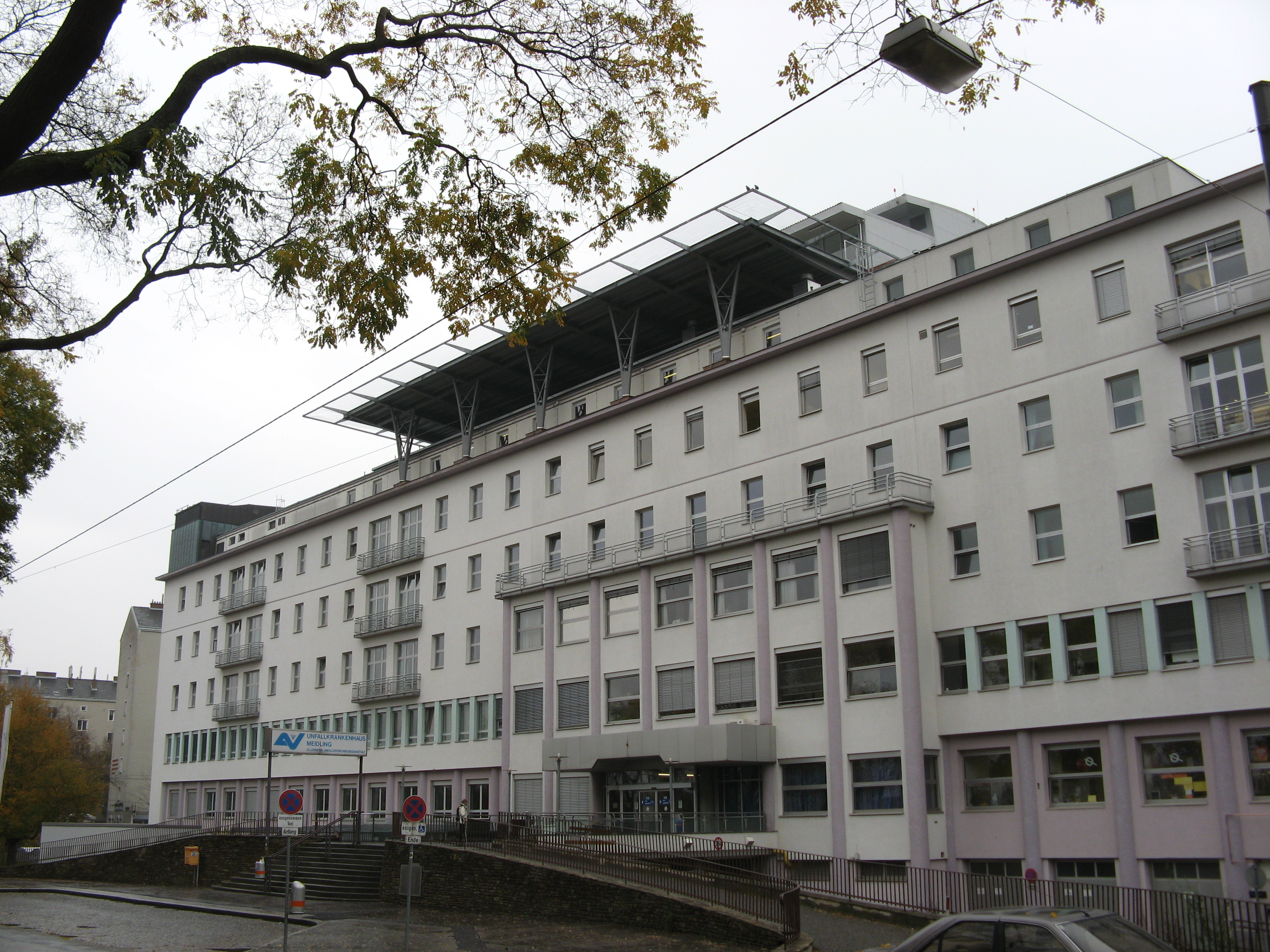
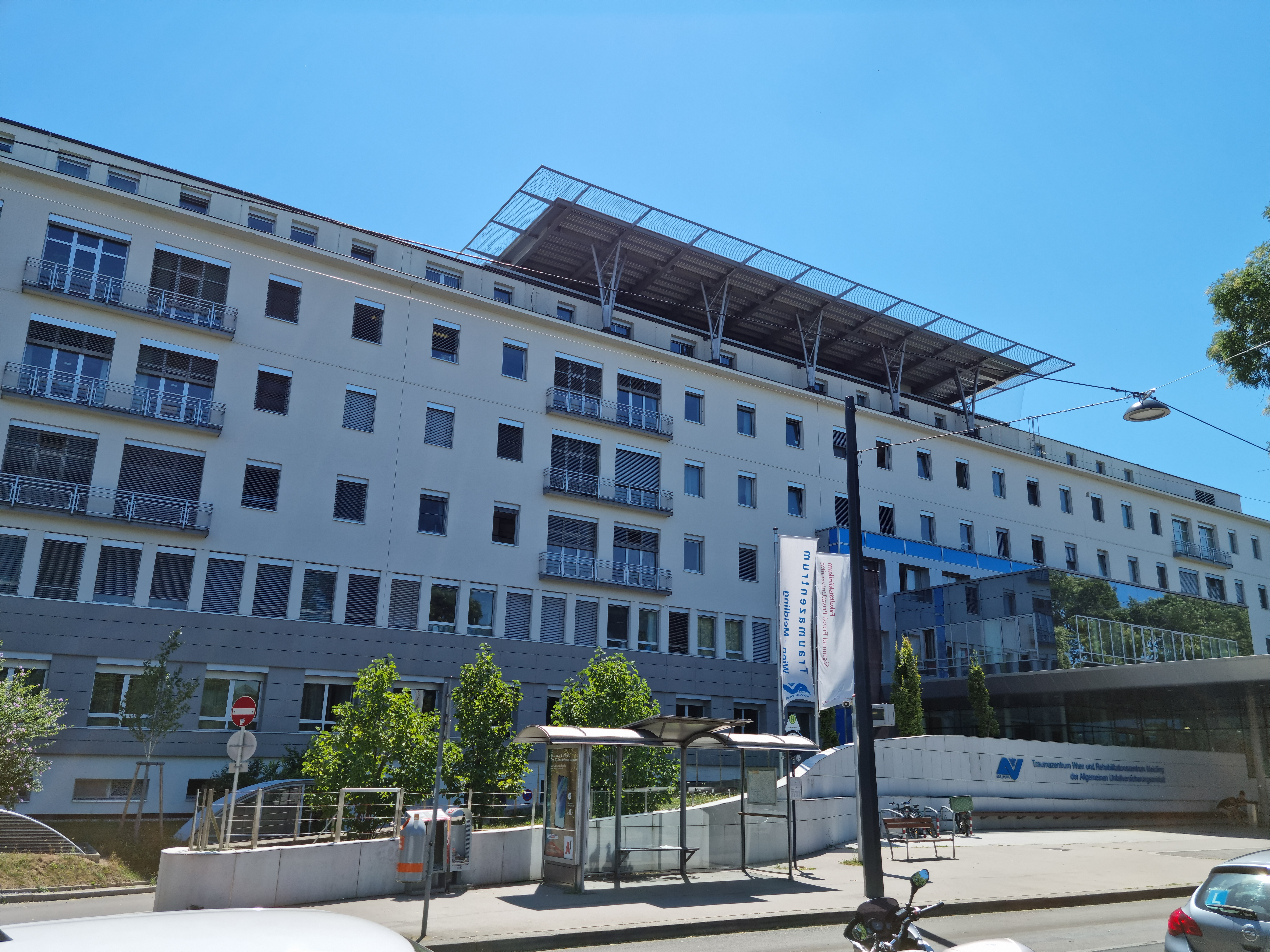
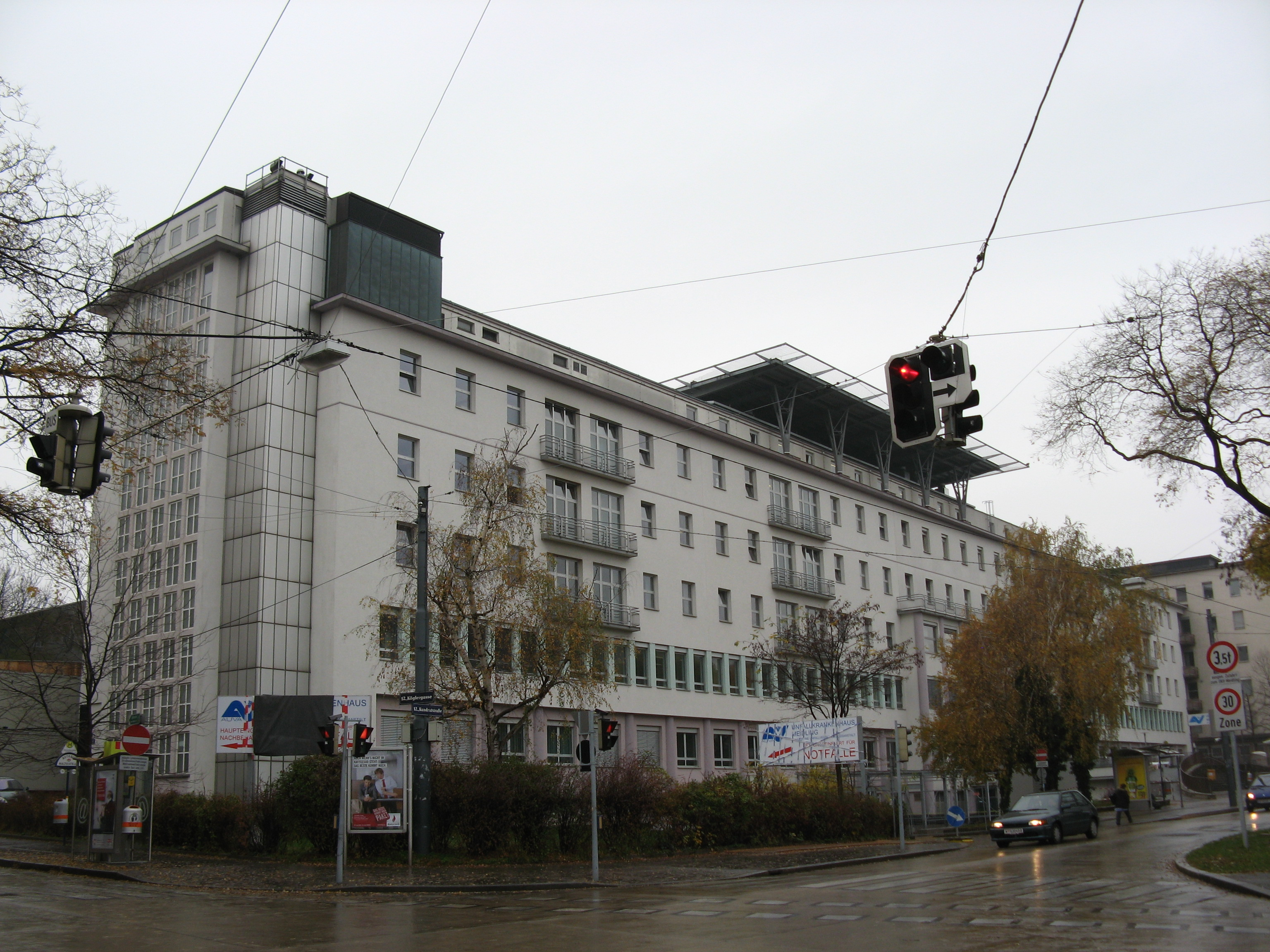
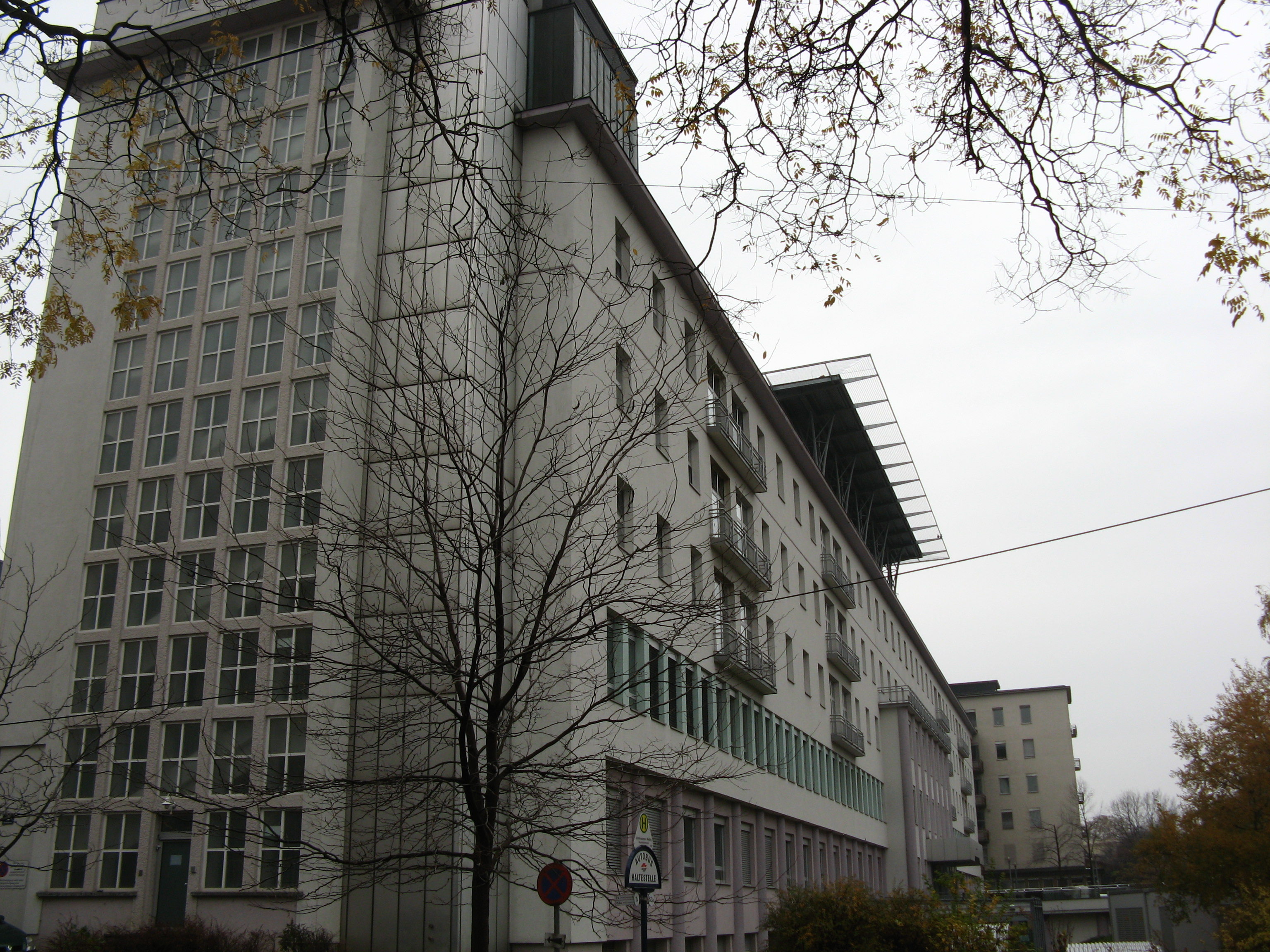
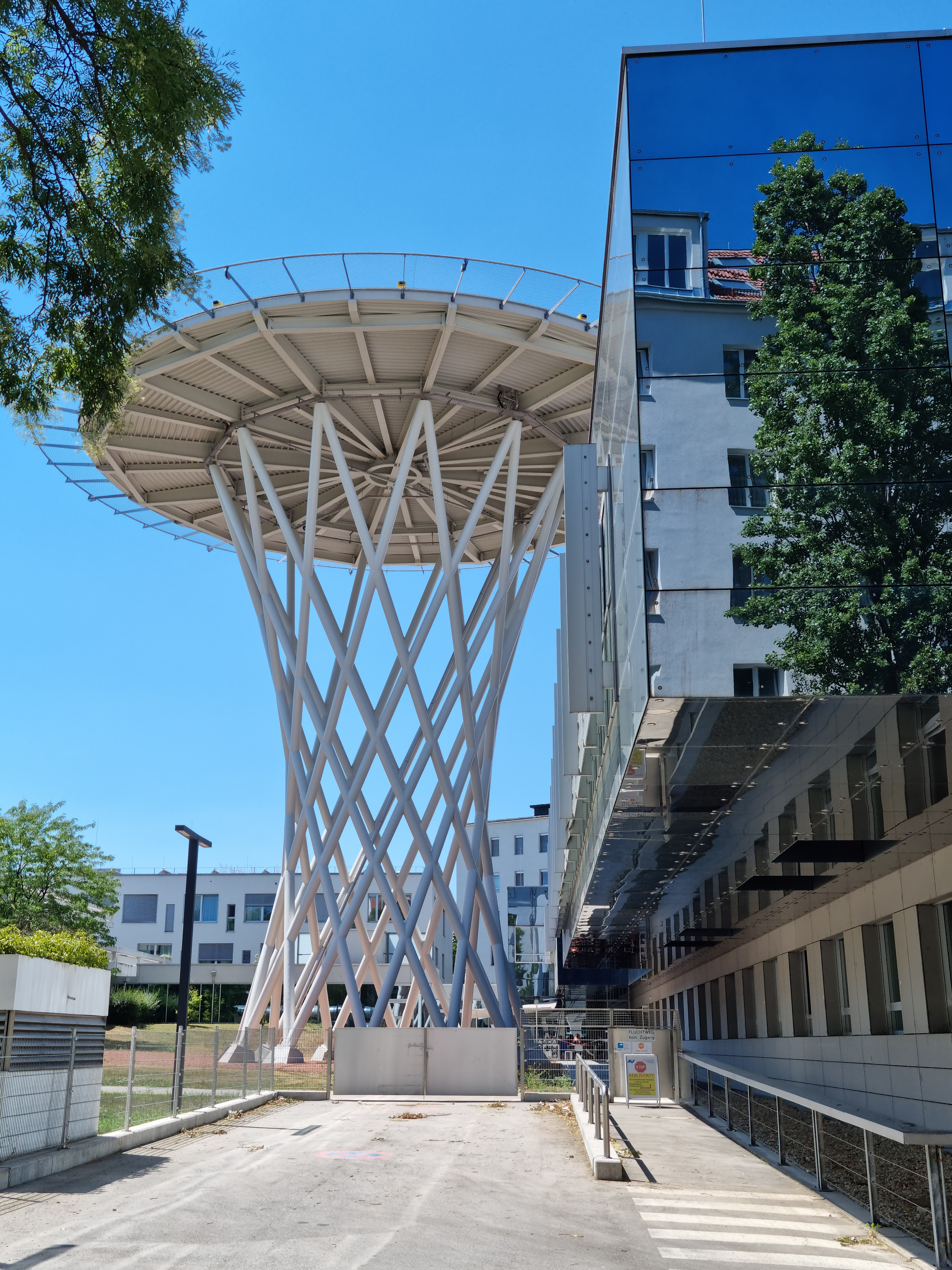
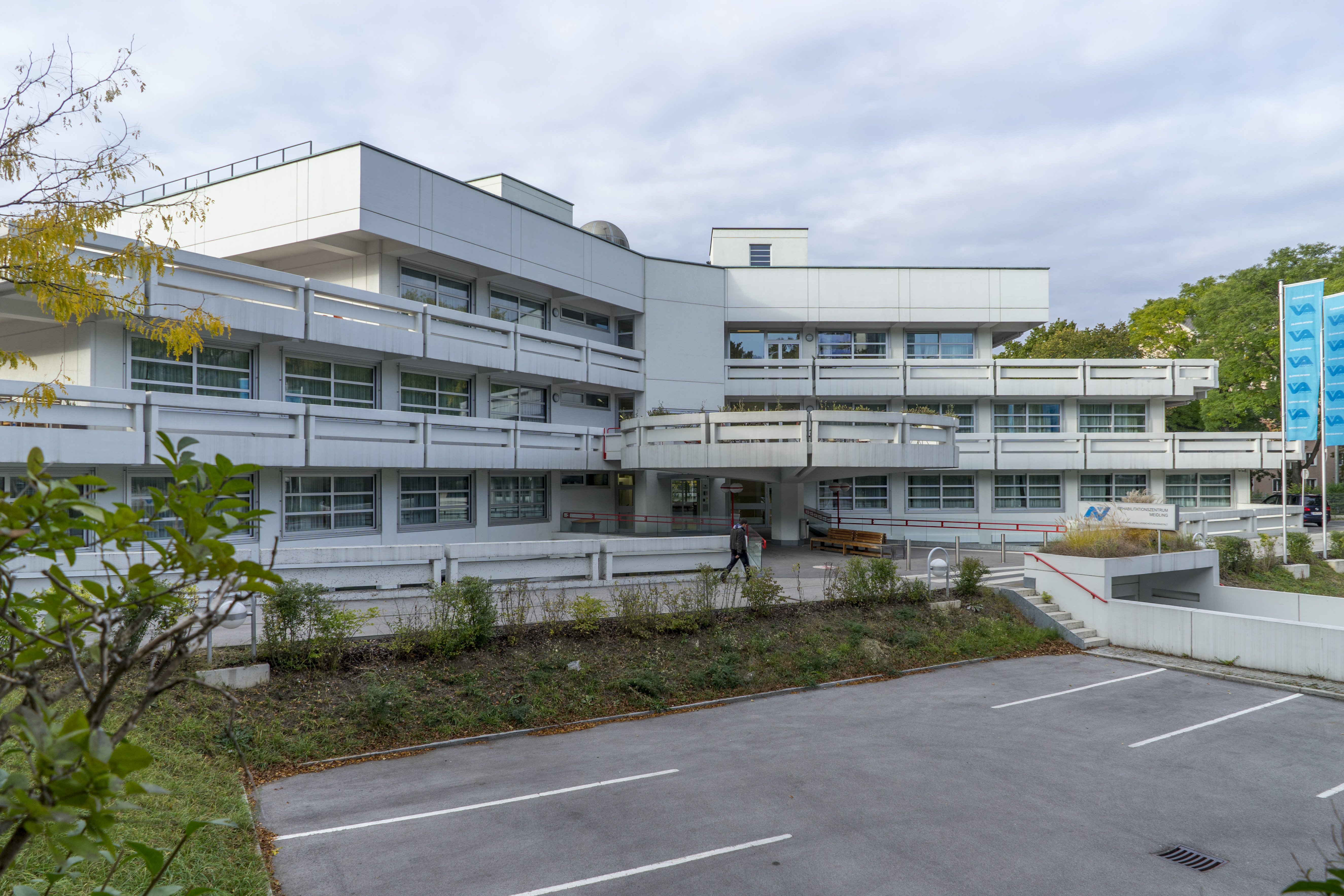
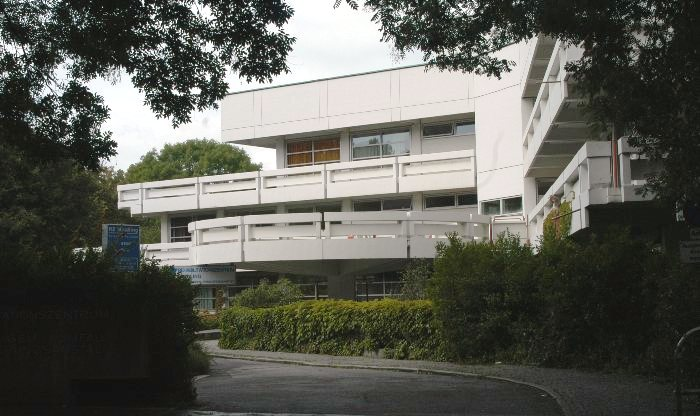

### Meidlinger Friedhof

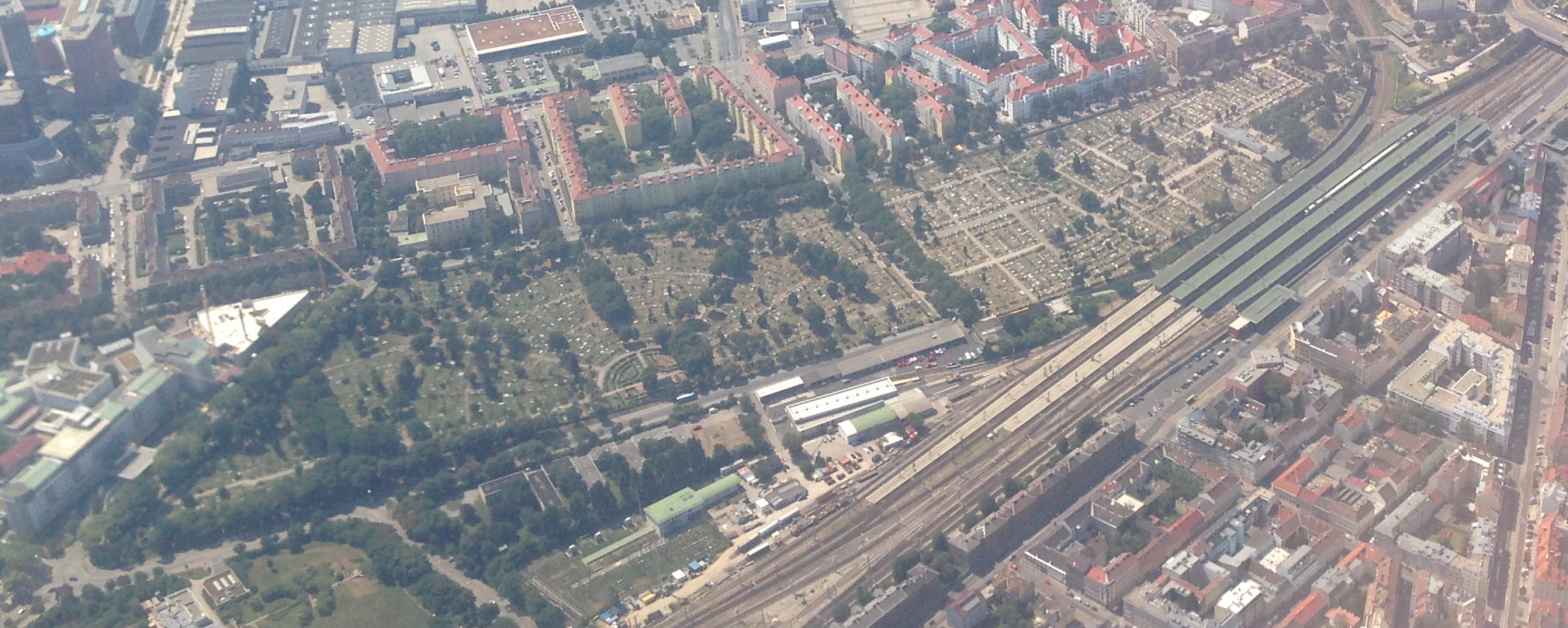
Meidlinger Friedhof, ganz links die Kundratstraße

Gegenüber dem Unfallkrankenhaus erstreckt sich der Meidlinger Friedhof, dessen neuerer Teil hier einen Eingang hat.